# コードギアス 亡国のアキト
『コードギアス 亡国のアキト』（コードギアス ぼうこくのアキト、CODE GEASS Akito the Exiled）は、サンライズ製作による日本のOVA作品。全5話で、2012年から2016年まで劇場イベント上映された。

## 概要
『コードギアス 反逆のルルーシュ』と同じ世界を舞台としたスピンオフ作品。時系列は『反逆のルルーシュ』第1期と第2期『R2』の間に位置し、物語は『反逆のルルーシュ』であまり描かれなかったヨーロッパ方面の国家「E.U.」を舞台としている。
2009年12月5日に行われたイベントにおいてコードギアスシリーズの「新プロジェクト」の始動が告知され、その中の1つとして企画された。当初は『コードギアス GAIDEN 亡国のアキト』というタイトルだったが、2012年1月12日に行われた製作発表会において現在のタイトルに決定した。
2012年8月4日に第1章が公開された。2013年9月14日に第2章が公開され、興行通信社による観客動員ランキングでは初登場第10位となっている。
当初は全4章構成と発表されていたが、2015年5月2日には第3章が公開されると同時に、最終章（第5章）を追加制作することが発表された。
登場兵器のうちナイトメアフレーム (KMF) は、『反逆のルルーシュ』『R2』ではそのほとんどがアニメーターによる手描きだったが、本作品ではBEASTARSや宝石の国などで知られるCGアニメーション制作会社『オレンジ』が参加しており、同社によるフルCGメカアクションとなっている。
『ニュータイプエース』Vol.18（2013年2月発売）より小説版が連載されていたが、掲載誌の休刊により連載終了。以降は単行本書き下ろし。作者は小太刀右京、イラストはU.G.Eが担当している。
キャッチコピーは第1章が「壊れた世界で 僕らは夢を見る」、第2章が「姿を現す宿敵、呪われしギアスの運命。そして少年たちは新たな戦場へ…」。

## ストーリー
皇暦2017年、日本が神聖ブリタニア帝国に占領されてから7年が経過した。日本がブリタニアの植民地「エリア11」としてブリタニアからの圧政を受ける日々を送る中、時を同じくしてE.U.（ユーロピア共和国連合）もヨーロッパへ侵攻するユーロ・ブリタニアとの激しい攻防を繰り返す中で徐々にその力を弱めていた。そんな中、E.U.はイレヴンの少年少女たちによって構成される特殊部隊「wZERO」（ダブルゼロ）を編成する。しかし、「wZERO」の少年たちは市民の戦死を避けたいE.U.の意向により、使い捨てとして最前線に送り出される運命にあった。「wZERO」に所属する日向アキトは、守るべき国も居場所もない状況の中、生存率の低い戦いに身を投じていく。

### 第1章 「翼竜は舞い降りた」（THE WYVERN ARRIVES）
皇歴2017年5月7日（革命歴228年フロレアル（花月）18日）、ペテルブルク奪還のためにユーロ・ブリタニア軍との戦闘に入ったE.U.軍132連隊は、その作戦に失敗したために四大騎士団の一つ聖ラファエル騎士団にナルヴァで包囲され、彼らの脱出路を確保すべく新型KMFアレクサンダを有する「wZERO」部隊が投入される。司令官アノウが兵士らに強要した自爆作戦により、彼らが次々と命を落とす中で戦局は悪化していくが、アノウのやり方に異議を唱えた参謀のレイラ・マルカルによる司令官権限奪取とアキトの獅子奮迅の戦いにより、132連隊の撤退は成功。この戦いにより「wZERO」部隊は「ハンニバルの亡霊」と呼ばれるようになる。
しかし、生還した兵士はアキトのみであった。ナルヴァ撤退作戦後、アキトは少尉から中尉に、レイラは「wZERO」の司令官にそれぞれ昇進。そして、佐山リョウ率いる成瀬ユキヤや香坂アヤノらイレヴンの少年グループがマフィアとの抗争に勝利後、ジィーン・スマイラス将軍誘拐作戦を決行するもアキトの働きによって全員が拘束され、戦闘員が不足している「wZERO」に入隊することとなる。一方、ユーロ・ブリタニア軍では四大騎士団の1つである聖ミカエル騎士団総帥、ミケーレ・マンフレディが側近のシン・ヒュウガ・シャイングのギアスによって自害させられていた。

### 第2章 「引き裂かれし翼竜」（THE WYVERN DIVIDED）
マンフレディの「自害」から1か月後、ユーロ・ブリタニアではシンが聖ミカエル騎士団の総帥へ選出される。一方、「wZERO」はリョウ、ユキヤ、アヤノにアキトを加えた4人による戦闘部隊「ワイヴァン隊」を結成するも、リョウたちの不信感は拭えないままであった。実際、「wZERO」には大気圏離脱式超長距離輸送機･アポロンの馬車で成層圏からブリタニア軍背後に回り込み、E.U.のワルシャワ駐屯軍本隊を援護するという、またも無謀な作戦が強要されていた。
そのころ、リョウたちは脱走を試みるもレイラが自身も危険な戦場に立つことを宣言し、一旦は収束する。そしてアポロンの馬車が発射され、「ワイヴァン隊」4機、レイラ機、レイラが展開する無人機15機による部隊は、目的地であるスロニムへの着陸に成功する。しかし、リョウたちの再度の反乱や聖ミカエル騎士団のアシュレイ・アシュラ率いるアシュラ隊の急襲により、アキトらは敵地で窮地に陥る。そんな中、アキトが「ブレインレイド」を発動させ、アシュラ隊を単機で翻弄すると共に、「ワイヴァン隊」の3人を彼らに埋め込まれたニューロデバイスを通して精神的に従属させ、3人を操りながら戦況を優位に進めていく。
しかし、アシュレイをあと一歩のところまで追い詰めたとき、シンの気配を感じ取ったアキトは動きを止めてしまう。同じくアキトの気配を感じ取ったシンはアキトのもとへ赴き、マンフレディが受領するはずだったヴェルキンゲトリクスでアキトの乗るアレクサンダの動きを四肢を切断することで無効化。それにより、ブレインレイドから解放されたリョウたちはその切り替えに対応できず、乗機を次々と撃破されてしまう。脱出したリョウや一人無事だったレイラはアキトとシンが邂逅している場面に遭遇し、彼らが幼少時に袂を分かった実の兄弟であることを知る。
シンはアキトを自分の陣営に組み込もうとするが、レイラやリョウの妨害により失敗し、撤退していく。アキトたちの働きにより、「ワイヴァン隊」はレイラの決意通りに死者を出さず任務を達成するが、その後に敵軍の反抗に遭い、奪ったはずの領地は取り戻されてしまった。そのころ、ユーロ・ブリタニアにはブリタニア本国から護衛の枢木スザクと共に軍師のジュリアス・キングスレイが派遣されていた。

### 第3章 「輝くもの天より堕つ」（THE BRIGHTNESS FALLS）
メスィドール（収穫月）26日（7月14日）、スロニム戦から一ヶ月が経過してもワイヴァン隊は帰還できず、それどころかワルシャワの補給部隊に左遷されたアノウの嫌がらせによってIDを抹消されて、路頭に迷ってしまう。そんな状況下、旅の老婆たちと出くわしたアキトたちはしばらくの間、共同生活を送ることとなる。レイラはその中で料理や洗濯などがまともにできない自分を痛感し、アキトに実父が政治活動の最中に暗殺された過去を明かした。
ある日、レイラは老婆たちの中心である大婆の占いでかつて森の魔女と出会い、呪いをかけられた過去を思い出す。それは両親が暗殺された直後の出来事であり、レイラもまた彼女と契約をしてギアスを得ながらも、発現の猶予を与えられていた。あれが夢でなかったと悟るレイラに、大婆はレイラの力が「大事な人を助ける」と告げる。その傍らでアキトはアヤノから小太刀を受け取り、リョウたちとも互いに距離を縮めていく。
数日後、アノウのハッキングを見破ったユキヤの活躍でアキトたちのIDが復活した。老婆たちと別れの宴会で踊るリョウたちから離れたアキトは、森の中でレイラに自分と兄以外の一族が全員死亡した過去を明かす。自分の死に囚われるアキトをレイラは抱きしめ、出会えたことへの感謝を告げてリョウたちや老婆たちに見守られ、二人だけで踊る。そして、老婆たちに見送られてヴァイスボルフ城へ帰還する輸送機で、アキトはレイラに日本へ行きたいと告げた。
一方、スザクと共にユーロ・ブリタニアに派遣されたジュリアスはE.U.攻略の作戦を練る課程で「ハンニバルの亡霊」に目を付け、スロニムでそれと遭遇したシンに協力を要請し、アシュレイをグリーンランドに派遣する。
アキトたちがヴァイスボルフ城に帰還して間もなく、「方舟の船団」を名乗るテロリストから北海の洋上発電所爆破の犯行声明およびパリへの攻撃予告が送られ、E.U.では暴動が多発する。この事態に際して東部方面軍はテロを口実に前線を放棄し、四十人委員会もパリを逃げ出している状況をスマイラスは現状を憂う若手将校スマイラス・ユーゲントから政府打倒の好機を告げられ、蜂起を決める。しかし、彼の前にギアスに由来する時空の管理者が現れ、シンの命を要求する。
「方舟の船団」は市民を恐怖で支配し、騒乱を狙ったジュリアスの作戦であった。全軍の進撃に異議を唱えたヴェランス大公オーガスタ・ヘンリ・ハイランドは幽閉され、ジュリアスはユーロ・ブリタニアを掌握する。しかし、シンは「方舟の船団」の作戦からジュリアスがゼロであることを見抜き、彼の変化で第11皇子ルルーシュ・ヴィ・ブリタニアであることに気づいた。
その後、シンは大貴族会議でジュリアスがゼロであったことを告げ、ユーロ・ブリタニアが生き残るためにはE.U.とブリタニア本国の双方を相手に戦争をせねばならぬと宣言した。さらに、聖ガブリエル騎士団のゴドフロア・ド・ヴィヨンと聖ウリエル騎士団のレーモンド・ド・サンジルの首を公開し、シンは大公の執政権と大貴族会議全権の委譲を求めた。一方、聖ラファエル騎士団総帥アンドレア・ファルネーゼは聖ミカエル騎士団の襲撃を辛くも逃れ、マンフレディがシンに殺され、ゴドフロアとレーモンドが既に殺されていることを確信した。
ヴァイスボルフ城では、「方舟の船団」がユーロ・ブリタニアの策であることを見抜いたレイラが方舟への強襲作戦を決断した。アキトは一人で行こうとするが、真意を見抜いたリョウが殴りかかり、しばし殴り合った末に全員で出撃することをアキトも了承する。

### 第4章 「憎しみの記憶から」（MEMORIES OF HATRED）
「方舟」への強襲をワイヴァン隊が実行中と前後して、シンが側近のジャン・ロウと共にヴァイスボルフ城へ向かっていた。そして、方舟を強襲したアキトたちから送られたデータからレイラは「方舟の船団」がユーロ・ブリタニアの謀略であることを確信し、スマイラスに事実の公表を進言する。そして、方舟ではアシュレイが新型機アフラマズダで待ち構えていた。激戦の中でアキトは再びギアスに支配され、アレクサンダの手でアシュレイを握りつぶそうとするが、リョウたちがブレインレイドでそれを諫め、アキトはギアスから解放される。戦死したヨハネ・ファビウスの敵を討とうとするアシュレイもまた銃が弾切れを起こし、それは敵わなかった。
一方、レイラもかつて父が唱えた「自由の責任」と政府によるイレヴンへの弾圧を伝え、その演説に心を打たれた市民はレイラの名を叫ぶ。しかし、直後に方舟の自爆でワイヴァン隊との連絡が途絶え、レイラは戦意を喪失してしまう。そこへ、ヴェルキンゲトリクスが強襲を仕掛けてきた。副司令のクラウス・ウォリックに叱責されたレイラは防衛戦を行い、間一髪で城を防壁で覆うことに成功する。その間に状況は動き、クーデターによって政府を掌握したスマイラスがレイラの死亡を市民に発表していた。スマイラスはクラウスを通じて、ユーロ・ブリタニアと内通を行っていたのだった。利用され、裏切られながらも人は変われることを信じるレイラにクラウスは「世界はそんなに優しくない」と否定し、城の人間を全員無傷で生還させるべく降伏文書の作成をレイラに要請し、シンとの交渉の準備を進める。一方、スザクのランスロットの活躍で聖ミカエル騎士団のKMFを退けたものの、正体が露見したジュリアスはシンの采配によりスザク共々カエサル大宮殿で幽閉されていた。
2ヶ月半後（10月22日、三日月）、聖ミカエル騎士団がヴァイスボルフ城近郊へ到着した後のとある夜、シンはかつてギアスで殺害した実母の幻影を見るが、それを斬り捨てる。次に、出撃前にギアスで自害させた義妹アリスと養母マリア、そしてマンフレディの幻影と邂逅し、自ら命を絶とうとするが、ジャンに止められる。そして、レイラは親友のアンナ・クレマンと特務部隊のオスカー・ハメルに見送られてシンとの交渉に向かうが、シンは初めからヴァイスボルフ城の人間を皆殺しにするつもりであった。さらに、アポロンの馬車で帝都ペンドラゴンを攻撃して皇帝を殺害、その混乱による世界大戦を目論んでいた。
交渉中にシンはレイラをギアスで殺害しようとするが失敗し、今度は射殺を命令するが寸前でアキトたちが帰還する。再び邂逅したアキトに、シンはレイラを殺すよう命令する。だが、アキトはその命令を拒否し、レイラとシンの元を離れたアシュレイと共に城へ帰還する。アキトがレイラと共に脱出して間もなく、ユキヤは聖ミカエル騎士団に手製の爆弾で攻撃をするが、位置を察知されて方舟もろとも撃墜されてしまった。

### 最終章 「愛シキモノタチへ」（TO BELOVED ONES）
方舟ごと撃墜されたユキヤはアンナの助言を受けたアキトとレイラに回収され、一命を取り留めた。ユキヤのおかげで聖ミカエル騎士団の戦力は3分の1まで減少したが、それでも戦力は圧倒的不利だった。「wZERO」部隊はハメルの特務隊が搭乗するアレクサンダと新たなドローンを投入、さらに新たに加わったアシュレイが提供したデータから、アンナがアキトの機体の強化とアシュレイ用のアレクサンダの開発を行っていた。
アシュレイは密かにジャンに会いに行き、親に捨てられた自分たちを拾ってくれたシンが変わってしまったことを告げ、彼を救いたい想いを告げて去って行く。出撃前…アキトは自分の三つ編みを切り、もしもの時の遺髪としてレイラに手渡す。レイラはそれを受け取りながらも、必ず帰ってきて欲しいと答えた。
そして、遂に総攻撃が開始された。大型砲カンタベリーを護衛するミカエルの三剣豪が自爆攻撃で隔壁を突破し、城内に突入する。レイラは城に仕掛けられた防衛システムを起動し、改修されたアキトのアレクサンダ・リベルテとアシュレイのアレクサンダ・レッドオーガを加えたKMF部隊で迎撃する。城の仕掛けを駆使した激戦の中、遂にアキトとシンが相まみえ、カンタベリーに苦戦するハメルたちを救うため、意識が戻ったユキヤもこれまで憎んだ世界を仲間のためならば愛するという答えを得て、カンタベリーを撃破する。
一方、愛するシンの望みを叶えようとするジャンにアヤノが対峙し、彼女の想いの歪みを説き、ジャンは戦意を失ってしまう。世界を滅ぼそうとするシンの両目にはギアスの紋章が浮かび、既にその力は暴走していた。二機が激しい戦いを繰り広げる中、シンのギアスがBRSと連動し、二機は現実世界から姿を消してしまう。間もなく歩兵隊が司令室に突入し、レイラを除く全員が撃ち殺されてしまう。
絶望に打ちのめされた時、レイラのギアスが輝き、気がついた時にはレイラは亡き父と母に出会う。アキトとシンもアキトが生まれた日…そして、アキトの父がシンの父に殺され、母の裏切りを取るに足らぬものと断じるシンの父の姿があった。互いを苦しめあう両親にシンは人と世界に絶望し、父の首をはねた直後に家にあった絵に描かれた髑髏と契約し、ギアスを得ていた。それは、シンが愛する人をこの狂った世界から救いたいという願いが、「死」という形で実現するものであった。レイラも時空の管理者と出会い、人の存在を無意味と断じる彼女に人の可能性を主張、それを聞き入れた管理者は時間を司令室襲撃前まで巻き戻し、去って行く。意識が戻ったレイラはすぐさま隔壁を閉じ、司令室を守りぬいた後に戦闘停止を申し入れる。
現実世界に戻ったアレクサンダと、ヴェルキンゲトリクスの激闘は続く。やがて、二機は戦闘不能になり二人は刀を手に戦う。愛する弟を殺すことを自らの運命とするシンの前にマンフレディが、マリアとアリスが現れその間違いを諭し、世界と人の可能性を伝える。さらにナルヴァで戦死したパイロットたちや母、「wZERO」の仲間たちがシンの前に現れるが、シンはそれら全てを振り払いアキトを殺そうとする。だが、間にジャンが入り、その刀に貫かれると同時にシンを撃つ。もう苦しんで欲しくない想いと愛を告げ、ジャンは倒れる。致命傷を負ったシンもレイラのギアスの共鳴で、アキトと過ごした幼い日と共に確かにアキトを愛していることを思い出した。そして、シンはアキトに生き続けるように告げ、愛するジャンを本来の名であるジャンヌと呼び、息を引き取る。
「wZERO」部隊が聖ミカエル騎士団を退けたころ…自ら東部方面軍を率いて最前線へ出たスマイラスは、アシュラ隊と対峙する。しかし、時空の管理者に死を宣告され、転移してきたアシュレイとアシュラ隊に部隊を壊滅され、戦死する。これにより独裁政治の目論見が崩れ、E.U.は元の共和制へと戻ることとなる。一方、ユーロ・ブリタニアはシンの反乱を理由に本国の介入を許し、戦争の主権を失うこととなる。その中、ファルネーゼはヴェランスからヴァイスボルフ城がレイラの生家ブライスガウ家の城であったことを告げられ、ヴェランスはブライスガウの血を受け継ぐ者がヴァイスボルフ城へ戻る日が来ることを願った。
そして3ヶ月後、レイラはワルシャワで出会った老婆たちと再会し、当てのない旅をしながら暮らしていた。そこにはリョウたち三人にアシュレイとアシュラ隊の面々、アキトもいた。軍の地位や家も捨てた未練を問うアキトに、レイラは今の充実を告げる。アキトもまた、大勢の家族と暮らす今が幸せだと答え、初めてレイラを呼び捨てにする。互いに手を取り合い、レイラはキスをして愛するアキトと共に家族の元へ戻っていく。「W-ZERO」の戦いは、ここに終わりを告げた。しかし、カエサル大宮殿に幽閉されたスザクとジュリアスの元に本国の使者ロロが現れ、皇帝がジュリアスに再度の面会を求めていることを告げ、二人は本国へ帰還する。そして、さらに時が流れ、世界の混乱は再びエリア11へと移る。

## 登場人物

### 主要人物
日向 アキト（ひゅうが アキト）
声 - 入野自由、柚木涼香（幼少時代）
本作品の主人公。E.U.で生まれ育ったイレヴンの少年。E.U.軍の特殊部隊「wZERO」に所属するパイロットで、階級は少尉（ナルヴァ作戦時）→中尉→大尉（最終章）。皇歴2000年7月4日生まれ（革命歴211年メスィドール（収穫月）16日）。搭乗KMFはアレクサンダ Type-01→アレクサンダ・リベルテ。
母（声 - 恒松あゆみ）の不貞から生まれた不義の子であったが、母や異父兄・シンとの関係は良好であった。3歳の時にシンがギアスを得たのち、義父（声 - 山寺宏一）と母を含めた親族もろともその効果で殺害を図られたが、当時はまだ幼すぎたがゆえに「死」という概念が理解できず、アキトだけが生き残る結果となった。それにより心に深い傷を負うとともに、不完全な形で効力が残ったギアスが無意識に干渉、大学を飛び級して卒業した後は軍属となり「wZERO」へと入隊するという、「死ぬため」に危険な戦場へと身を投じる半生を歩むこととなった。
上記の半生に加えてイレヴンとして差別を受けながら天涯孤独に生きてきたことから、内心は兄に似て思いやりが深いものの、常に他者と距離を置き、無愛想に振る舞っている。好物はジェリービーンズで、嫌いなものは魚（第3章にて露見しリョウとアヤノに弄られる）。
優れた戦況判断能力と身体能力を持ち、KMF抜きでも対物火器のみでグラスゴーを破壊するといった芸当を行っている。KMF操縦技術も高く、アレクサンダによる自由度の高い多彩な攻撃でユーロ・ブリタニア軍を翻弄する。さらに戦いの中で窮地に追い込まれることで、シンにかけられたギアスの影響が現れ、「死ね」と叫びながら人間離れした圧倒的機動力と変則的な戦術をもって敵を殲滅する。この際、BRSを利用して脳波の同調率の高い味方を操作しながら戦うことも可能。一連のこの戦闘能力はアシュレイから「悪魔」か「死神」、四大騎士団のエースたちからも「化け物」と称され、ナイトオブラウンズと比較しても遜色ない。
リョウたちとは最初そりが合わず、レイラとも事務的な交流しかなかったが、スロニムの戦いや旅の老婆たちの元での交流を経て打ち解け、レイラとは互いに惹かれ合っていく。大型飛行艇ガリア・グランデでは再びギアスの呪いに支配されかけるが、リョウたちの説得で正気に戻り、ヴァイスボルフ城へ帰還。レイラの殺害を命令するシンに抗いレイラと共に脱出する。脱出後の聖ミカエル騎士団との戦闘では、もしもの時の遺髪として自分の三つ編みをレイラに手渡して出撃。シンと対峙するさなか、BRSの干渉で一族壊滅の真相とシンの絶望と憎悪を知る。それでもなお、シンの憎悪を否定し向き合った末にシンとわかり合い、兄の最期を看取る。
シンとの決戦後はレイラやアシュラ隊と共にワルシャワで出会った老婆たちと暮らしており、レイラとは恋仲になったと思われる描写がある。
『コードギアス 奪還のロゼ』では、第3幕より登場。レイラ、リョウ、ユキヤ、アヤノと共に日本の神戸を訪れている。ロキの出現時はレイラを避難させ、リョウ達と共にアレクサンダで迎撃する。
レイラ・マルカル
声 - 坂本真綾、諸星すみれ（幼少時代）
本作品のヒロイン。特殊部隊「wZERO」の参謀、後に「wZERO」の司令官に任命される少女。皇歴2000年11月7日生まれ（革命歴212年ブリュメール（霧月）17日）。血液型はA(Rh+)型。階級は少佐→中佐（司令官任命に伴い昇進）。E.U.に亡命してきたブリタニア貴族を両親に持つが、12年前に死別し、貴族の血統を欲していたマルカル家の養女として育った。本名（旧名）はレイラ・フォン・ブライスガウ。
両親と死別した直後、偶然C.C.と出会って契約を結ぶものの、まだ幼すぎたことからC.C.の計らいで能力発現猶予措置を施された過去があった。作中後編で「ギアスの欠片」として左目が青く輝く形で一部が覚醒、最終的に能力として発現することはなかったが、最終章で時空の管理者と接触する要素となった。
その出自からかなり浮世離れしているが、そのぶん生真面目で心優しい性格。他人をむやみに犠牲にする行為を嫌い、「イレヴンなら死んでも構わない」という国や軍の考えに反発する。しかし、理想論や正論が先走っている傾向もあり、年配のスマイラスやクラウス、さらに同い年のアキトからも窘められることがある。普段は毅然とした表情を振舞っているが、マルカル家の義兄たち（特に婚約者である三男のヨアン）と顔を合わせた際は露骨に苦い表情を見せている。アキトやアンナ同様大学はすでに飛び級で卒業、合気道の有段者として白兵戦ならば武器を持った相手を素手でねじ伏せる実力を持つなど、優れた頭脳と身体能力の持ち主である。特に頭脳は「方舟の船団」の作戦の意図を見抜く他にも、高い作戦立案能力から部隊も含めゼロであるジュリアスから警戒されていた。シンからも「腑抜けのE.U.本隊とは違う」、「手応えがある」と評価されるなど、優秀な指揮を見せている。その一方、家事などの生活スキルはお嬢様育ちのため低く、ワルシャワではリョウたちから足手纏いにされた後、老婆の指導やリョウたちの手伝いを受けながら家事能力を磨く。またKMF操縦も経験が薄いため、若干不得手。
アキトには当初から強い関心を持ち、護衛以外に個人的な意見を求める他にも本人に聞こえないところでは呼び捨てにしており、ワルシャワでの足止め以来は好意を寄せていき、ガリア・グランデの自爆で戦死したと思われた時には作戦中にもかかわらず一時戦意を喪失してしまった。
テロリストとしてスマイラスを拉致しようとしたリョウたちを、ワイヴァン隊に迎え入れる。また彼らの信頼を得るため、ドローン部隊の前線指揮を口実に作戦に参加。そこでアキトたち4人の「ブレインレイド」による戦闘と、アキトとシンの再会を目撃する。
ワルシャワではアキトと互いの過去を明かし、自分が死ぬべきだったと自己否定に陥るアキトを抱きしめて出会えたことへの感謝を告げ、このころからアキトをより意識するようになり、リョウたちとも名前で呼び合う仲になる。
大型飛行艇ガリア・グランデへの強襲作戦では基地から市民へ「方舟の船団」の真相を告げると共に父が語った自由の責任を説き、E.U.市民の象徴となるが、スマイラスによって虚偽の死亡が発表され自身が利用されていたことを悟り、内通していたクラウスの要請でシンとの交渉に臨み、彼の逆鱗に触れギアスをかけられるが、その毅然とした姿勢から（シンの嫌悪を買ったことにより、対象を愛する必要のあるシンのギアスの発現条件を満たさなかった）そのギアスを跳ね返す。その後、アキトと共にヴァイスボルフ城へ帰還する。
ミカエル騎士団との決戦では戦闘の指揮を執るも、司令室の人間が自分以外皆殺しにされてしまうが、「ギアスの欠片」を所持していたことから時空の管理者の接触を受け、スマイラスやシンの凶行に立ち向かい「人間の可能性」を確かめる使命を受けたことで、司令室の壊滅の阻止に成功する。突入した部隊に戦闘停止を申し入れた後に司令塔を爆破し、アキトとシンの戦いを見届けた。
既に死亡したことになっていたので、シンやスマイラスの死後は軍や家に戻らずに、アキトやワイヴァン隊の仲間と共に老婆たちと旅の生活を送る。
「ギアスの欠片」としての性質はBRSとよく似た精神感応であり、アキトとの意思の疎通の他、BRSにも影響を与えてアレクサンダに搭乗またはニューロデバイスを投与されたリョウ、ユキヤ、アヤノ、アシュレイ、ハメルの五人は離れた場所のアキトの様子を見た。
小説版ではアキトをwZEROに加えた経緯が描写され、軍学校を出ていた経歴が目に入ったのがきっかけであった。また、アキトへの好意も強調されている。

### ユーロピア共和国連合（E.U.）

#### wZERO部隊

##### ワイヴァン隊
アレクサンダで最前線へと向かうKMF部隊のパイロットたち。当初はアキト以外に19名いたが、初陣のナルヴァ作戦でアノウの愚行のせいでアキト以外の全員が自爆、聖ラファエル騎士団との戦闘で戦死した。作戦終了後、リョウ、ユキヤ、アヤノが加わり、第4章終盤でアシュレイがワイヴァン隊と行動を共にし、最終章では共闘した。このワイヴァン隊メンバーは最後まで戦死者を出すことなく、聖ミカエル騎士団との最終決戦を生き残った。その後、アシュラ隊やワルシャワの老婆たちと共に、家族として暮らしている。
佐山 リョウ（さやま リョウ）
声 - 日野聡
皇歴2001年1月4日生まれ。E.U.で生まれ育ったイレヴンの青年。そのため、日本に行ったことは無い。戦争により自分たちを縛る世界を嫌って志を同じくする仲間たちと共にゲットーを脱走、その途上で仲間の一部を失いながらも、自由に生きていくために殺人や強盗など非合法な手段を使いながらアンダーグラウンドで活動していた。その一環としてスマイラス将軍を誘拐しようとするが、アキトとレイラに阻止され捕縛、処罰との交換条件としてユキヤ、アヤノと共に「wZERO」に加わる。KMF戦では火力支援担当。階級は准尉（第1章）→少尉（最終章）。
様々な手段でアンダーグラウンドを生き抜いてきた人間だが、純粋な一面も持っており、本質的には裏の無い性格。ユキヤとアヤノのことは特に大切に思っており、「自分たちの居場所」を探し求めている。戦場で捨て駒にされるためにレイラに拾われたと思っており、反抗的でアキトとレイラの命を狙っていたが、アキトの「ブレインレイド」を受けた後、アキトにシンパシーのようなものを感じ、アキトをシンから救った。
ワルシャワでは老婆たちに物理的なセクハラ染みたからかいを受けて煙たがりながらも「婆ちゃんたち」と慕うようになり、別れ際には最も泣いていた。また、この時にカナヅチであることが判明した他、別れの宴会ではアキトとレイラを二人きりにするなどの気遣いを見せ、方舟への強襲作戦の際にも一人で行こうとしたアキトに対し「心配しなくても皆でまたここに帰ってくるんだ」と殴りつけ一喝するなど、情に厚い面もみせるようになった。
シンとの決戦で機体は大破するものの、九死に一生を得て生還する。除隊して老婆たちとの共同生活を送り、老婆たちのセクハラもまんざらではない模様。
第1章のエンディングでは、多くの仲間に慕われている様子が描かれ、小説版では仲間のマリコに好意を寄せられていた。
第2章では作戦中でありながらアキトたちを後ろから撃ち反乱を起こしたが、小説版では「男のやることじゃない」とそのような行動はとらず、人物像に違いがある。
成瀬 ユキヤ（なるせ ユキヤ）
声 - 松岡禎丞
皇歴2001年11月17日生まれ。リョウの仲間の少年。情報収集やハッキング、爆発物の扱いを得意とする。KMF戦では狙撃手担当。階級は准尉（第1章）→少尉（最終章）。wZERO入隊後は、アンナやクロエやヒルダと打ち解けている。
リョウと同じくE.U.で生まれ育ち、日本に行ったことはない。日本がブリタニアに占領されてからはアムステルダムのゲットーにいたが、他の旧日本人学生のいじめの対象となり、身体の至るところに傷を負っている。とりわけ目立つのが左手の傷で、そのため人間不信となり、収容施設を爆破して逃走しアンダーグラウンドに身を落とした。そこでリョウたちと出会ったことで家族を得たように思い、信頼を寄せるようになる。童顔気味であり、ワルシャワでは老婆たちから女物の衣装を受け取り、さらにアヤノからもバザーに出品されたドレスが似合うと言われてしまった。
いつもどこか冷めたような態度をとっているように見えるが、それはその賢さゆえに状況を常に客観的に見ているためであり、根は激情型。リョウたち以外を人間と見なさず平然と殺戮する一方、大切に思う人間を守るためならば、自分の命さえ投げ出すことを厭わない。アキトには「面白い」と強い関心を抱いており、時間稼ぎのためとはいえ自らの過去を明かしている。レイラほどではないが知略にも優れ、「方舟の船団」の騒乱の真相を部分的に見抜いている。
ワルシャワでは、料理が得意な面を見せると共に老婆たちの所有する古いPCの処理速度を自分の所持する端末で底上げをしてアノウのハッキングを見破って、自分たちの軍籍の回復およびアノウへの仕返しを実行する。
方舟での戦闘後にアキトとアシュレイに続きリョウとアヤノが脱出した後、仲間を守るために自作の爆弾を聖ミカエル騎士団に投下するが、それが仇となって位置を察知されて方舟ごと撃墜されてしまう。方舟の墜落後、アンナの助言を受けたアキトとレイラによって救出され、ソフィの研究仲間のデイビットからデバイス手術を受けて一命を取り留める。
戦闘中に意識が戻り、これまで憎んでいた世界を仲間のためならば世界を愛するという答えを見出し、重傷の身体を圧して戦闘に参加、カンタベリーの撃破に成功する。また、心境の変化から左手の手袋を外している。老婆たちからは「ちゃん」付けで呼ばれ、傷跡をネタにセクハラを受けながらも満更ではない様子を見せる。
テロリンというキャラクターのグッズをネットで販売しており、その収益をかつての活動資金にしていた。
香坂 アヤノ（こうさか アヤノ）
声 - 日笠陽子
皇歴2002年7月16日生まれ。リョウの仲間の少女。刃物の扱いに長けている。所持している小太刀は祖父から譲り受けたものであり、彼女が持つ唯一の家族の遺品である。KMF戦では近接戦担当。階級は准尉（第1章）→少尉（最終章）。
リョウ、ユキヤと同じくE.U.で生まれ育ち、日本に行ったことはない。祖父曰く、先祖は侍であった模様。
三人組の中では一番年下。意地っ張りで、苛立ちや怒りといった感情をぶつけることが多い直情的な性格だが、美しい景色に感じ入るなど、素直な一面も持っている。彼女もまた、リョウたちのことを家族のように思っている。ただし、他人の恋愛事情などには鈍く、ワルシャワで老婆たちとの宴会を離れたアキトとレイラを二人きりにするリョウの意図が分からなかった。
当初はE.U.の兵士になっているアキトに敵意を抱いていたが、ワルシャワで過ごすうちに好意を寄せていき、守り刀である祖父の小太刀を渡し、日本へ行くことへの憧れを告げた。アキトへの好意はリョウとユキヤには見抜かれており、同性のアシュレイにも嫉妬する点をユキヤにからかわれている。最初は小太刀を取り上げ自分たちを使い捨てにする気だと思い込んでいたレイラともスロニムでの作戦後、ワルシャワの市場では普通に名前を呼び買い物に誘うなど、打ち解けるようになった。
聖ミカエル騎士団との戦闘ではユキヤに付き添って戦闘には参加していなかったが、アポロンの馬車を発射しようとするジャンに同じ女性として彼女のシンへの想いの歪みを諭す。
第1章のエンディングでは、幼いアヤノと先述の小太刀を手にした祖父、そして姉の姿が描かれている。小説版で姉が彼女を育てるために娼婦に身をやつしていたが、それゆえ売国奴としてなぶり殺しにされた過去が描写された。
15歳という年齢に不相応な抜群のスタイルを誇り、小説版ではグラスゴーを受け取る際に男たちに情欲を向けられる他、スロニムでも制服などを着崩して言い寄られていたが、リョウとユキヤに撃退していたことが判明した。

##### 司令部
wZERO部隊の本部であるヴァイスボルフ城に所属しているが、大半が民間の協力者。E.U.軍のほぼ全てがイレヴンを露骨に差別しているのに対して、彼らは「イレヴン」という呼び方こそ同じであれど、対等に接しており（呼び方も当人たちがいない場でも「日本人」、「旧日本人」と言い直すことがある）、当初E.U.市民の彼らに敵意を抱いていたリョウたちも次第に心を開いていき、スロニムからの帰還後は普通の会話をするまでになった。
最終決戦で司令室に突入され、全員死亡するが時空の管理者の意志とレイラのギアスにより時間が巻き戻ったことで、死亡を回避した。
クラウス・ウォリック
声 - 藤原啓治 / 興津和幸（ゲーム『ロストストーリーズ』）
「wZERO」の副司令を務める中年の男。階級は登場時点で少佐（後に中佐）。執務室は散らかっている上にグラビアモデルのポスターが貼ってあり、公務中に飲酒するなどだらしない人物。レイラたちがワルシャワで戻れなくなっていた際に捜索願を求めるハメルをあしらうなど、現在のE.U.軍人と同じやる気のなさを感じさせる。だが、それはヴァイスボルフ城からでは何もできないことを理解していることと、本人の複雑な立場（後述）のためであり、良くも悪くも現実主義的な人物。スマイラスやハメル同様にE.U.の腐敗が既に末期症状であることを理解しているが、「クズはクズのまま」と考え、E.U.だけでなく世界や人間に対してある種の絶望すら抱いている節がある。
スマイラスをはじめとするE.U.軍上層部からの評価は決して高くないようで、本人もそれを自覚している。しかしながら、レイラをはじめとするwZERO部隊の人間たちとは相性が良かったようで、理想論や正論が先走る傾向のあるレイラをたしなめ、アキトたちがMIAとなり茫然自失となった彼女を叱責したりするなど、レイラの指揮・業務のサポートは意外と的確にこなしている。また、ソフィの夫が城の中で眠っていることも知っており、彼女から寝酒を貰うこともある。
小説版では酒絡みで人脈が広く、リガで足止めを食らうアキトの帰還手段を確保するためにリガ方面の飲み仲間に連絡を取っていた。
第1章のエンディングでは、娘の買い物に付き合うという子供思いな父親の一面を見せているが、小説版では進路指導に際した娘から酒好きかつ服のセンスが悪いことから、きつい小言をもらっている。一方で妻との関係は破綻しているらしく、家族写真の中では彼女の顔のみ額縁の上からマジックで塗り潰されているが、決戦時には額縁から抜き出して所持していた。
実は、彼の娘が何らかの病を患っていることと、その治療費を見返りに「シュヴァルツヴァルトのモグラ」のコードネームでユーロ・ブリタニアにヴァイスボルフ城の情報を漏えいさせる内通者としての役割をスマイラスから与えられていた。彼自身はスマイラスに賛同しておらず、むしろレイラを利用して市民を煽り、戦意を向上させようとする思惑に反感を抱いており、内通者でありつつもヴァイスボルフ城の人間の命だけは助けようと考えていた。
スパイゆえに亡命の道もあったが、シンの本心とその意図を知った後は決別し、最後までアキトやレイラと共に戦う。
シンとの決戦後はレイラから彼女が内密に所持していた金塊を譲渡され、それによって娘の病を完治させ、今は娘と妻の三人で暮らしている（ただし復縁したわけではない模様）。
ピクチャードラマでは、アポロンの馬車の廃熱で生態系が南国状態になった森の環境を利用して、フルーツを利用した酒を造ろうと画策していた。
オスカー・ハメル
声 - 森久保祥太郎
階級は少佐。ヴァイスボルフ城の警備隊長で、城の中では唯一のドイツ人。部隊内におけるセキュリティ管理や、トラブル処理を担当する。基本的に冷静だが、ワイヴァン隊の生還の報せを受けた際にガッツポーズを見せるなど、仲間を思いやる一面も見せている。
イレヴンへの差別意識はなく、小説版ではレイラやクラウスと同様にナルヴァ作戦後のアキトの帰還手段の提供を渋る軍に頭を抱え、リガ方面の知人に連絡を取っていた。腐敗した軍の中では少数派に位置し、実績を挙げて軍の改革を意図していた。
方舟への強襲作戦の後はクラウスからヴァイスボルフ城の指揮官後任を託され、アンナと共にシンとの交渉に向かうレイラとクラウスを見送る。その後、帰還したレイラとアレクサンダを見た際にははしゃいでいた。
最終決戦では自身もレイラのアレクサンダで特務隊と共に出撃、不慣れながらもヴァイスボルフ城の防衛に奮戦し、最後まで生き延びた。
アキトはともかく、スマイラス誘拐を企てたリョウたちのことを当初は信用していなかったが、最終決戦では死を覚悟でカンタベリーを撃破したユキヤを呼び捨てにして助けようとした。
決戦後は軍を退役し、家に籠って株の個人ディーラーになり、それになりに成功している。また、クレマン・インダストリの株も購入しており、アンナに好意を抱いていたことが明らかになった。
ピエル・アノウ
声 - 鳥海浩輔
レイラの前任の「wZERO」司令官。イレヴンを露骨に差別し、ナルヴァ作戦にてアレクサンダ全機に自爆装置を装着させた張本人。しかし作戦中、少数の敵しか道連れにできないパイロットたちを罵倒したことでレイラの怒りを買い、彼女に銃を向けたところ逆に組み伏せられた挙句、オスカー率いる警備隊に拘束される。その後、ワルシャワの補給部隊に左遷された。
イレヴンへの露骨な差別や丸腰のレイラに銃を向けるといった暴言や凶行のあまりの酷さに、部隊内で権限はあれども人望は乏しかったことが、ハメルに拘束される様子や司令部要員の反応から見て取れる。
その後、配属された補給部隊でも職権を乱用し気に入らない部隊への補給を断つなどパワーハラスメントを行っており、そこの兵士たちからも嫌われていた。スロニム戦後、ワイヴァン隊がワルシャワで足止めを食らっていることを知り、レイラへの逆恨みから彼女らの軍籍をデータベースから消去し、基地から追い出した。しかしその後、データ改竄に気づいたユキヤのハッキングによりワイヴァン隊の軍籍データを復旧され、さらに「お仕置き」と称して今度は自分の軍籍を消され、基地から締め出しを食らう羽目になった。
その後は老婆たちに拾われ、彼女たちにヴァイスボルフ城の場所を教えて、アキトたちとの再会のきっかけとなる。
小説版では階級は中佐で、元々部隊内で好かれている人物ではなかったが、司令官交代に伴い事務仕事が大幅に増えた結果、本来これを担当していないオペレーターはおろか技術陣の女性メンバーも駆り出される羽目になったため、彼女たちからこれまで以上に嫌われることとなった。また、E.U.軍が組織として硬直化し、なおかつイレヴンへの差別意識が染みついている現状ゆえに、既に中央司令部が了承済みのアノウの司令官交代劇をリガ方面軍司令部が納得せず、加えて先のナルヴァ戦でwZEROのKMF損耗率が90%を超えたことから、この時点で部隊が解体されてしかるはずであり、したがって移送は受け入れないと理由を付けて、自力での長距離移動手段を持たぬアキトに移動の足の提供を渋る愚挙に及んでいる。
ソフィ・ランドル
声 - 甲斐田裕子
脳科学者。レイラにスカウトされ「wZERO」に協力する。アレクサンダに搭載されているBRSは研究の一環で、スロニム市街戦においてついにその理論が実証される。日本留学中に出会い、結婚した日本人の夫・タケルも脳科学者だったが、5年前に当時未完成だったBRSの被験者となった結果、現在は植物状態となっている。また、クラウスとの会話の内容から夫が婿入りしたことがうかがえる。
彼女の脳科学の理論は世界、宇宙の構築や観測などについても広がるものであり、ギアスがBRSに干渉した結果、それが実証された。さらに聖ミカエル騎士団との戦闘中に、BRSとギアスの影響でタケルは意識を取り戻した。決戦後は目覚めたタケルとジョウを伴ってベルリンへ行き、大学病院の研究室でBRSの研究を再開する旨をレイラ達に告げた。
クラウスとは酒飲み仲間でもあるらしく、寝酒を切らした彼に所持している酒を提供することがある。
ピクチャードラマでは夫の祖国である日本マニアであることが判明し、リョウたちが来て間もないころはニューロデバイスのテストを行う際に折り紙でテストを行った。
ジョウ・ワイズ
声 - 川田紳司
ソフィの助手。作戦中にさえアメを舐め続けるほどの甘党であり、レイラやソフィにお菓子を勧めることもあるが、大体において断られている。また、大量に仕入れたケーキなどを隊のメンバーに振る舞ってお茶会をしている。
ランドル夫妻との付き合いは長く、タケルが植物状態となった実験でも助手をしていた。気の小さい性格であり、司令所が攻撃を受けた振動でも頭を抱えて怯えることが度々あった。
情にも厚く、方舟への強襲作戦でアキトたちのMIAと後の生存が確認された時には号泣していた。
ソフィからは常時、何故かフルネームで呼ばれている。
アンナ・クレマン
声 - 茅野愛衣
アレクサンダの開発者で、レイラの旧友。階級は大尉。クレマン・インダストリーの令嬢であり、本職は昆虫学者。クロエとヒルダからは「ボス」と呼ばれ、レイラにとって砕けた姿勢で会話をできる相手として信頼されている。
レイラ不在の間はエリザベートに餌を持ってきているが、懐かれていない。他にもマイナス思考に陥りやすく、レイラとの連絡が途絶えた際にはクロエたちに心配されていた他、救出されたユキヤが重傷を負っていることを聞いた際にはショックで気を失ってしまった。
聖ミカエル騎士団との決戦に備え、アシュレイが提供したアフラマズダのデータからアキトのアレクサンダにシュロッター鋼の装甲を増設し、アレクサンダ・レッドオーガをアシュレイ用にカスタマイズした。
本職でないにもかかわらず12歳で行ったグラスゴーの解体を始め、当時のブリタニアで最先端の技術であったフロートシステムへの理解やブレイズルミナス系統の技術の実用化を成し遂げており、KMFの開発が遅れているE.U.の技術者として破格の才能を持っている。しかし、クロエとヒルダには戦争用ロボの開発が似合わないと、複雑な心境を抱かせている。実際、アンナ自身も決戦後はマニクールに戻り、父の研究室で戦争用ではなく人間と友達になれる小さなアレクサンダを作りたいと述べている。
ドラマCDでは、上述のグラスゴーの解体から天才児と称されている。母親から結婚相手を紹介されているが、いずれも金儲けしか頭にない人種であるなどの理由で断っている。また自立心もある程度あり、父が経営する会社には入社しなかった。
ピクチャードラマでは、レイラとアヤノに比べて胸の発育が劣っていることを気にしている他、ユキヤに好意を抱いていることが判明した。
ケイト・ノヴァク
声 - 小松未可子
ソフィの部下。ピクチャードラマでは、リョウたちにBRS関係の検査を行った際にフェリッリと共に日本の話をせがむが、リョウたちがE.U.出身であることを知って素直に謝罪している。
フェリッリ・バルトロウ
声 - 瀬戸麻沙美
ソフィの部下。ケイト同様に日本の話でリョウたちに謝罪した後、お茶会に誘うなどイレヴンへの偏見は無い。
クロエ・ウィンケル
声 - 東山奈央
アンナの助手。階級は軍曹。アンナと共にE.U.軍に入隊する。軍隊という職業が想像以上に大変であることを漏らしていたが、張り切っているアンナに感化されているためか他の軍人たちと違い、一定以上のモチベーションを保っている。
ヒルダ・フェイガン
声 - 早見沙織
アンナの助手。階級は軍曹。アンナと共にE.U.軍に入隊する。クロエ同様公務員である軍隊が想像以上に大変であることを漏らすが、アンナに感化されており、技術士官になれる夢を抱いている。
サラ・デインズ
声 - 高森奈津美
オペレーター。階級は曹長。小説版では、書類上の戦死と扱われればイレヴンもE.U.市民も関係ないという空しさを、クロエたちに漏らしていた。
オリビア・ロウエル
声 - 伊瀬茉莉也
金髪の三つ編みお下げで、顔にそばかすの特徴をもつ女性オペレーター。階級は曹長。
クロエとヒルダと異なり、彼女は元々軍に籍を置いていた。

#### E.U.軍
ジィーン・スマイラス
声 - 石塚運昇
E.U.軍の将軍。レイラの父親・ブラドーの親友で、彼の娘であるレイラを高く評価している。ナルヴァ作戦後アノウを「wZERO」の司令から外し、レイラを新しい司令として任命した。その後も「wZERO」の活動をサポートしている。しかし、その裏ではユーロ・ブリタニアと秘かに取引を進めており、クラウスを通じてヴァイスボルフ城とアポロンの馬車に関する情報をシンに送っていた。また、ギアスとも関わりを持っている。
実は時空の管理者がギアスユーザーを排除するために使っている家系の出身で、彼もその役目を担っていた。ブラドーとは親友であった一方でその人気に嫉妬しており、その妻のクラウディアに横恋慕していたことから、時空の管理者にブラドーがギアスユーザーであると吹き込み、間接的に殺害した。自らの役目を私欲のために利用したこの行為のため、管理者からは「謀った」と激怒される。その償いとして、裏取引をしていた相手でありギアスユーザーであるシンの命を要求されている。
イレヴンを特に差別している人物ではないが、危機的状況の回避のためなら「wZERO」に危険な任務の遂行を命じたり、ゲットーにイレヴンが押し込められている現状を受容する、冷徹なリアリストの側面を持つ。
E.U.の現状を憂う若手将校たちのカリスマ的存在であり、彼らと共に腐敗したE.U.政府打倒を密かに計画している。ユーロ・ブリタニアとは『現在の支配者に取って代わろうとする者同士』という点で利害が共通しており、裏取引もその目的のためであった。レイラに対してジャンヌ・ダルクとしての役割を期待していたが、それはあくまでも象徴と生け贄としての意味合いが強かった。史実でも、ジャンヌ・ダルクの処刑によりフランス王国の戦意が向上し、100年戦争はフランスの勝利に終わっている。
レイラが市民への演説を行った直後にヴァイスボルフ城が攻撃を受けた報せを受けた彼は政権を掌握し、市民に「レイラの死」という虚偽の発表と戦意高揚のための演説を行い、E.U.の実権を握る。その様子をクラウスは「ユーロピア（E.U.）の皇帝になるつもり」と評した。
その後、自ら東部方面軍を率いると共に、巨大陸上戦艦「リヴァイアサン」に乗艦して最前線へと赴くが、ヴァイスボルフ城から転移してきたアシュレイのレッドオーガにリヴァイアサンのブリッジを破壊されて戦死する。その直前には時空の管理者によって、彼らと自分の違いを指摘された上で死を宣告された。「ナポレオンの百日天下」のごとく、自らの死によって彼の政権は崩壊してしまった。

#### レイラの関係者

##### マルカル家
ヨアン・マルカル
声 - 小西克幸
マルカル家の三男で、レイラの義兄にして婚約者。傲岸不遜な性格で、パーティーの席でレイラと対面した際には酒が入っていたとはいえ、婚約者である彼女の前で堂々と女性を侍らせて辛辣な言葉をぶつけるが、それに気分を害したアキトにあっさりと一蹴され、不機嫌な様子でアキトやレイラの前から去っていった。
実際はレイラを大事に思っており、所持しているロケットには家族で撮った写真を、レイラと共に写った部分を切り取って入れていた。北海の発電所が爆破されておらず、E.U.内の混乱がブリタニアの策であることに気づいた際にはヴァイスボルフ城にまで電話を掛け、すぐに戻ってくるように促すが、拒否されてしまう。
ダニエル・マルカル、ステファン・マルカル
声 - 樫井笙人（ダニエル）、松本忍（ステファン）
ヨアンの実兄にして、レイラの義兄たち。パーティーの席で不遜な態度のヨアンを咎めはするが強くは出ることができず、気弱で頼りないところがある。ダニエルは銀行を、ステファンはマルセイユで工場を経営している。

##### ブライスガウ家
ブラドー・フォン・ブライスガウ
声 - 三木眞一郎
レイラの父。神聖ブリタニア帝国の貴族だったが、貴族主義に反対しE.U.に亡命した。政治活動を続けE.U.市民から支持を得たが、12年前の爆弾テロにより死亡。
クラウディア・ブライスガウ
声 - 進藤尚美
レイラの母。夫と同じ主義者で、レイラの容姿は彼女譲り。ブラドーが殺された爆弾テロからの逃亡中に、乗っていた自動車が爆破され死亡。

### 神聖ブリタニア帝国
本作品ではユーロ・ブリタニアと神聖ブリタニア帝国本国の人物が登場している。

#### ユーロ・ブリタニア

##### 聖ミカエル騎士団
シン・ヒュウガ・シャイング
声 - 松風雅也、皆川純子（幼少時代）
皇歴1994年3月24日生まれ。アキトの生き別れた異父兄で、つまりはイレヴンである。聖ミカエル騎士団騎士→総帥。ユーロ・ブリタニア名家たるシャイング家の養子であり、義妹アリス・シャイングとの婚約によって、シャイング家後継者として内定している。
10歳で鎌倉の生家を離れた（経緯は後述）のち、優れた剣術の腕を買ったマンフレディに拾われ、彼の助力によってミカエル騎士団およびシャイング家入りを果たした経緯があり、マンフレディとは兄弟同然の間柄だった。マンフレディ同様捨て子の保護なども行っており、その経緯で拾ったジャンやアシュレイなどの孤児たちを部下としており、彼らからの信頼も厚い。同じイレヴンのスザクと比較して好意的な人物が多い一方で純粋な貴族ではないことから、大貴族議員やマンフレディを主君とする「ミカエルの三剣豪」（メンバーはブロンデッロ〈声 - 竹内良太〉、ドレ〈声 - 柳田淳一〉、ショルツ〈声 - 相馬康一〉の3名。それぞれ、聖ミカエル騎士団の分隊である「黒の団」、「青の団」、「白の団」を率いる）など、彼とその配下の者（ジャンなど）を疎んじている者も多い。
「愛する者にのみ死の命令が効く」ギアスの能力者であり、対象を単独による自殺、および対象者同士の心中など、状況をある程度操作した上で殺害に至らしめることができる。この能力は生家の環境から「愛する人を狂った世界から救済したい」という願いが、「救済=死」という歪んだ形をもって発現したものであり、時空の管理者もこの能力を「歪んだギアス」と称している。暗殺に適した有用な能力であるが、効果発現条件に「対象を愛していること」「対象が「死」の概念を理解していること」といった複雑な要素が多い。ゆえにシン自身も能力の詳細を把握しきれておらず、アキトやレイラに能力を使用するも条件を満たさず不発に終わる、といった場面にも遭遇している。
実弟・アキトが非嫡子であることを彼が生まれた時から悟っていたが、それでも弟として愛していた。やがて実父がアキトの父を私刑で殺害したのち母の裏切りをあえて不問にし、互いを苦しめ合う両親の姿から世界に対する絶望、およびギアス発現につながる「死による救済」の願いを幼いながらに抱くこととなる。その後に秘密裏に実父を斬首した場で父のギアス能力を奪うという歪んだ形でギアスを発現、「救済」のために母やアキトを含めた一族郎党にギアスをかけ、当時幼過ぎたがゆえに「死」の概念を理解できず効果が発現しなかったアキトを除いて、皆殺しに至らしめた。その後、剣術を生かして浮浪児として過ごした後、マンフレディとファルネーゼに拾われた。
元来は慈愛に満ちた性格ゆえ、余裕にあふれた紳士的な振る舞いをみせる。しかし心のうちには人間や世界そのものへの絶望と死による独善的な救済意識を秘め、同じように人と世界への絶望と憎悪を抱くスザクにもシンパシーを感じている。目的のためには邪魔者・愛する者問わず謀略やギアスによって容赦なく排除する二面性を持つ。一方でギアスで死なせた者が「愛する者」に限られることから、彼らを愛していたがゆえの幻覚に苛まれ不安定な状態に陥る場面もある。
やがてマンフレディをギアスで自害させ、聖ミカエル騎士団総帥の座を乗っ取る。その後wZERO部隊とスロニムで交戦、再会したアキトを取り込もうとしたが、レイラやリョウの妨害により失敗。愛しながらも殺し損ねたアキトへの執着を新たにする。やがてブリタニア本国からジュリアスとスザクが派遣されたことを転機とし、ジュリアスの正体を看破したのち2人を拘束、ファルネーゼを取り逃がしたもののゴドフロアとレーモンドの始末に成功、本国からの主権奪還を口実に大公執政権と大貴族会議の全権を握り、ユーロ・ブリタニアを事実上掌握する。強大な権力を得たことで「世界に混乱を招き、地上を屍で埋め尽くす」という歪んだ理想に取り憑かれ、暴走を始める。そのためにマリアとアリスをギアスによって心中させ「救済」した後、wZERO部隊の「アポロンの馬車」を奪い、帝都ペンドラゴンへの爆撃および皇帝殺害によって世界大戦を引き起こし、目的を達成しようと企む。
レイラに逃亡された後、自らに逆らったアキトから彼の支えとなっている全てを奪うべく、ミカエル騎士団にwZERO本部への総攻撃を仕掛けさせる。戦いのさなか、ギアスで殺した愛する者たちの幻覚に己の愛の間違いを諭されながらもアキトを殺そうとするが、アヤノに己の間違いを諭されたジャンが間に入り、彼女と相打ちになる。死の間際、アキトと過ごした幼い日を思い出してアキトにこの世界で生きることを告げ、ジャンの手を握って息を引き取った。
ミケーレ・マンフレディ
声 - 三宅健太
聖ミカエル騎士団長。ファルネーゼとは親友の間柄。一族をギアスで死に至らしめた後のシンと出会い、彼の才能を見込んで拾った後、シャイング家の養子に入るように取り計らい、共に過ごすうちにシンを実の弟と想うようになる。シンをいずれは自分の後継者として聖ミカエル騎士団の総帥にするつもりであったが、ギアスにより自分の剣で自害させられ、騎士団長の座を奪われた。その死に様は、目の前のシンに血飛沫が飛び、床を血の海に変える壮絶なものであった。懐刀として三剣豪と呼ばれるブロンデッロ、ドレ、ショルツの三人がおり、彼らはシンに対し反発心を抱く。
元々は「ナイトオブラウンズ」の序列2位・ナイトオブツーだったが、自ら辞退しユーロ・ブリタニアに転籍したという異色な過去を持つ人物。シンが搭乗するヴェルキンゲトリクスも、本来はマンフレディの専用機として開発されたものである。
殺されはしたものの、ギアスが効いた事実が示す通りシンには確かに兄として慕われており、死後も実母、マリア、アリス同様に彼の幻覚として現れ、ヴァイスボルフ城でアキトと戦うシンの前にアリスと共に幻影として現れ、弟の間違いを諭した。
ジャン・ロウ
声 - 伊瀬茉莉也
シンの参謀。幼いころに親に捨てられたところをシンに拾われた孤児であり、本名は「ジャンヌ」。自分を拾ってくれたシンに絶大な忠誠心と愛情を抱き、地獄であっても着いて行く決意を秘めている。運を重要視するアシュレイと対照的に技量を重んじているためにそりが合わないが、同じ捨て子という境遇から互いに一定の理解をしている。スザクと渡り合うだけのKMFの技量と、アシュレイに銃口を向けられても動じない胆力を持つ。
大貴族会議後、シンと共にwZEROの本部に強襲を仕掛ける。シンの暴走に気付きながらも彼の望みを叶えるべくアポロンの馬車を発射しようとするが、アヤノに自分の間違いを諭され、シンとアキトの間に入ってシンの刀で刺されると同時にシンを撃つ。死の間際に、これまで秘めていたシンへの愛を告げて、息を引き取った。
本編外ではSound Episode2のジャケットイラストにおいて、テルマエ（古代ローマ風呂）に集うユーロ・ブリタニア関係者の中で唯一胸をバスタオルで隠している（彼女以外でこうしているのはアキトやエリザベートを伴ってテルマエにやって来たレイラのみである）。
背中に翼のタトゥーが彫られており、「自由になりたい」という願いが込められたものであるらしい。
アシュレイ・アシュラ
声 - 寺島拓篤
シンの部下。直属の部隊「アシュラ隊」を率いる好戦的な青年。ジャン同様捨て子であり、狼に育てられながら浮浪児として過ごしていたところを、シンパシーを感じたシンに拾われた。
以上の出自から野生児然とした性格であり、戦場で必要なものは運であると信じており、それを証明すべく部下たちの前でロシアン・ルーレットを行い、さらにジャンに銃を向けるといった凶行を行う。ただし部下思いであり、自分をかばい死亡したヨハネの敵討ちのためガリア・グランデに搭乗するも、部下たちは巻き込もうとせず、新型機アフラマズダとドローン化したサザーランドを戦力に、単身でワイヴァン隊を迎え撃つ。しかし、ギアスにより暴走したアキトには敵わず、生身で現れたアキトを撃とうとしても弾切れによりヨハネの敵討ちはならなかったが、怒りに任せてアキトを殺さずに済んだことに、どこか安堵の表情も浮かべていた。
直後にシンの陰謀でガリア・グランデ爆破に巻き込まれかけたため、「死神に取り憑かれていた」かのような感覚を覚えていたシンに疑念を抱いていたこともあり、生存およびシンの救済を図ってワイヴァン隊と行動を共にすることになる。シンとの戦いでは、専用にカスタマイズされたアレクサンダ・レッドオーガで聖ミカエル騎士団と激突し、生き延びた。アシュラ隊の危機を救った後は、アキトたちと同様老婆たちとの共同生活を送っている。
アシュラ隊
アシュレイ・アシュラ配下の兵士たちで、7名が在籍している。小説版では「アシュラ隊の七剣士」と称されている。第2章でのスロニム市におけるワイヴァン隊と交戦でヨハネがアキトの猛攻からアシュレイを庇って戦死した後、残りの6人はガリア・グランデには搭乗せず、最終章ではスマイラス率いるE.U.軍と対峙していた。圧倒的不利な戦況だったが、レイラのギアス能力によるものか、空から黒いワープホールのようなものから現れた赤いアレクサンダに搭乗したアシュレイと共にスマイラス一派を撃破。E.U.をスマイラスの独裁政治から、共和国に戻した。
スマイラスの戦死後はアシュレイと共に除隊し、老婆たちの元で家族として暮らしている。
ヨハネ・ファビウス
声 - 島﨑信長
金髪の騎士然とした男性。スロニム市で暴走するアキトの猛攻にさらされたアシュレイを庇って攻撃を受け、戦死する。アシュラ隊のメンバーで唯一の戦死者である。犬好きで、自室の机には犬の人形や置物が置いてあり、ピクチャードラマでは拠点の城でも犬を飼っていた。また、その犬はヨハネが戦死した後はアシュラ隊の面々が面倒を見ている。
アシュラ隊の除隊後、犬もアシュラ隊に連れられて老婆たちの猫やエリザベートと暮らしている。
クザン・モントバン
声 - 花江夏樹
禿頭と刺青が特徴。
シモン・メリクール
声 - 井口祐一
中性的な顔立ちをしている。
フランツ・ヴァッロ
声 - 小野友樹
豪傑風な顔立ちをしている。
ヤン・マーネス
声 - 石川界人
サングラスをかけている。
ルネ・ロラン
声 - 逢坂良太
民族風な赤い髪が特徴。
アラン・ネッケル
声 - 室元気
髪で片目が隠れている。

##### 聖ラファエル騎士団
アンドレア・ファルネーゼ
声 - 子安武人
聖ラファエル騎士団長。マンフレディとは親友の間柄。彼も幼い日のシンと出会っており、当時はロングヘアであった。ナルヴァでの戦いでG-1ベースから指揮を執っていたが、アノウ指揮下の「wZERO」によるアレクサンダの自爆攻撃と、レイラによって自爆の制約を解かれたアキトの猛攻によって「ラファエル三銃士」のうち二人（ヴィルヘルム、オーギュスト）を討たれるなどの被害を被り、戦場から離脱した。
その後、親友であるがゆえにマンフレディの自害に疑念を抱き、シンを疑っていた。
指揮官としての決断力は高く、アキトの猛攻が始まった時点で敵の正体が分からない状況下での援軍要請を却下し、撤退を決めている。また、ユーロ・ブリタニアの騎士として市民を巻き込む戦いを良しとせず、市民を恐怖に陥れるジュリアスを心中で外道と非難している。「方舟の船団」の作戦の後に聖ミカエル騎士団の襲撃を受け、総本部を失うが辛くも逃れ、聖ラファエル騎士団は壊滅を免れると共にマンフレディがシンに殺されたことを確信する。
四大騎士団長で唯一最後まで生き残り、サンクトペテルブルクに帰還後、ヴェランス大公と共にユーロ・ブリタニアの立て直しに尽力するが、シンの反乱を理由に本国が介入することとなり、四大騎士団長最後の一人にもなる。
ハンニバルの亡霊の指揮官の名も聞いており、その本部である城がブライスガウ家のものであったことをヴェランス大公から聞かされる。
登場こそしなかったものの、作中時点で既に第六・第七世代に相当する専用機のKMFを所持している。
『復活のルルーシュ』の漫画版では｢ゼロレクイエム｣の後も健在で、超合集国とユーロ・ブリタニアの和平時にユーロ・ブリタニアの代表として、ゼロになったスザクと対面している。

##### 聖ガブリエル騎士団
ゴドフロア・ド・ヴィヨン
声 - 武虎
聖ガブリエル騎士団長。豪胆な雰囲気であるが、少々短気な部分がある。不遜な態度のジュリアスに対して憤慨して掴みかかるが、スザクにあしらわれるなど、見た目と裏腹に戦闘力はあまり高くない模様。「箱舟の船団」の作戦の後、本性を現したシンが指揮する聖ミカエル騎士団の襲撃を受けてレーモンドと共に殺され、聖ガブリエル騎士団は壊滅。その首は大貴族たちに晒される。
登場こそしなかったものの、作中時点で既に第六・第七世代に相当する専用機のKMFを所持している。

##### 聖ウリエル騎士団
レーモンド・ド・サン・ジル
声 - 宮田光
聖ウリエル騎士団長。短気なゴドフロアを窘めることがある。「方舟の船団」の作戦後に本性を現したシンが指揮する聖ミカエル騎士団の襲撃を受けてゴドフロアと共に殺され、聖ウリエル騎士団は壊滅。その首を大貴族たちに晒される。
高齢だがKMFのパイロットでもある。登場こそしなかったものの、作中時点で既に第六・第七世代に相当する専用機のKMFを所持している。

##### 大公（宗主）とその配下
オーガスタ・ヘンリ・ハイランド
声 - 菅生隆之
ヴェランス大公。ユーロ・ブリタニア宗主。
E.U.の市民を戦いに巻き込むことを良しとせず、皇帝から全権を与えられたジュリアスを前にしても食い下がるが、既に叛意を見抜いていたジュリアスによって幽閉されてしまう。さらにシンによって執政権と大貴族議会も奪われてしまい、事実上シンにユーロ・ブリタニアを奪われる。
シンの戦死後、解放されて再びユーロ・ブリタニア宗主の座に戻るも、E.U.との戦争の主権は本国に委ねられる形となる。レイラの素性（ブライスガウ家の血統であること）とヴァイスボルフ城がブライスガウ家のものと知ってからは不思議な縁を感じ、レイラの血を受け継ぐ者がヴァイスボルフ城に戻る日が来ることを願っている。
ミヒャエル・アウグストゥス
声 - 立木文彦
オーガスタの部下。本国への対抗意識を持っている。
ヴェランスの名代としてスザクとジュリアスを迎えた後、不遜なジュリアスに憤りを露わにしている。

##### シャイング家
アリス・シャイング
声 - 石原夏織
第2章から登場。シンの義妹で許嫁。シンを許婚として純粋に慕っており、シンも深く愛していた。しかしそれゆえに、第4章で大貴族議会の後、シンによって「救済」のためにギアスを掛けられてしまい、母・マリアと共に互いを刺し合う形で自害させられてしまうという、残酷な最期を迎えてしまう。
死後、マンフレディやマリアと共にシンの前に幻影として現れる。また、ヴァイスボルフ城でアキトと戦うシンの前にマンフレディとマリアと共に再び幻影として現れ、義兄の間違いを諭し、「人と世界の可能性」を伝えた。
マリア・シャイング
声 - 能登麻美子
第2章から登場。シンの継母。夫が引き取り、養子にしたシンを実の息子のように気にかけている。第4章で大貴族議会の後、娘と同様の理由でシンのギアスでアリス共々自害させられてしまい、最期を遂げる。
死後、マンフレディやアリスと共にシンの前に幻影として現れる。また、ヴァイスボルフ城でアキトと戦うシンの前にマンフレディとアリスと共に再び幻影として現れ、義理の息子の間違いを諭した。

#### 神聖ブリタニア帝国（本国）
枢木スザク（くるるぎ スザク）
声 - 櫻井孝宏
皇帝直属騎士ナイトオブセブン。ジュリアス警護のため彼と共にユーロ・ブリタニアに降り立つが、ジュリアスに対してはその正体を知るために硬い表情を浮かべている。
ジュリアスの正体を発端とし、シン率いる聖ミカエル騎士団との戦闘の後、記憶退行したルルーシュ共々カエサル大宮殿で幽閉される。
最終章ではルルーシュの首を思わず絞めようとするが、本来のルルーシュの人格が一瞬戻り「俺を殺せ」と告げられ、我に返り踏みとどまった。その後は記憶退行して罪の無いルルーシュと穏やかに過ごしていたが、本国の使者としてやってきたロロから皇帝シャルルがジュリアスに再度面会したがっていると伝えられ、牢から解放された。
小説版では少年時代の、父ゲンブを殺害した件について触れられている。
ジュリアス・キングスレイ
声 - 福山潤
本国から皇帝の名代として、ユーロ・ブリタニアに派遣された軍師。容姿はルルーシュ・ランペルージと瓜二つで、左目は大きな眼帯で覆われている。自信過剰な言動を隠しもしない、高慢な性格。テロを装った犯行声明と高度な情報操作によりE.U.国内を大混乱に陥れ、その隙を突いて攻め込むという大胆な作戦を提案・実行する。皇帝陛下にのみ絶対的な忠誠心を持ち、スザクについてはただのラウンズの1人という認識しかない。
その正体は、皇帝シャルルのギアスにより〈軍師ジュリアス・キングスレイ〉という偽の記憶を植えつけられたルルーシュ本人。ゼロとして培われた巧妙な作戦を立案する発想力と結果を重視する冷徹さ、シンの内面を見破る洞察力は健在だが、ルルーシュの意志の強さが強引な記憶改竄に抵抗して、精神が混乱し衰弱してしまうことがある。
「方舟の船団」の作戦後、皇帝への忠誠を口にしたことでルルーシュの人格がジュリアスの人格を強く拒絶し、記憶が戻る。ナナリーの名を口にしたことで、シンにゼロがブリタニアの第11皇子であることを知られてしまう。
聖ミカエル騎士団との戦闘後は、スザクと共に幽閉される。ルルーシュとしての記憶は戻るが完全ではなく、かつてスザクと二人で過ごした夏の思い出まで幼児逆行してしまう。最終章ではスザクに首を絞められた時、一瞬元の記憶が戻り「俺を殺せ」と涙を流したが、再び記憶退行した。ラストで現れたロロにより解放され、再度の記憶改竄を経てアッシュフォード学園に戻された模様。
精神が混乱した際に水を欲しがっていたが、その時に「スザク」と呼んでいたのは、昔に水の綺麗なところで優しいスザクと過ごした記憶を思い出しているせいで、本当は水が欲しかったわけではない模様。牢の中で記憶退行したルルーシュを受け入れたスザクから水を貰い、ロロが迎えに来るまでの間は穏やかな時間を過ごした。
ロロ
声 - 水島大宙
本国からジュリアスとスザクを出迎えてきた、皇帝の使者。後にロロ・ランペルージとしてジュリアス＝ルルーシュの弟役として、エリア11へ派遣されることとなる。

### その他の人物
エリザベート
レイラがヴァイスボルフ城内で世話をしている、左前脚だけが白い黒猫。通称「エリザ」。マルカル家において捨てられそうだったところをレイラが引き取りそれ以降彼女に懐いている。ブックレットでの「エリザのつぶやき」では一人称は「僕」。アキトを王子と呼び慕っている。
よくレイラの部屋を抜け出しては城内を歩き回っており、アキトやユキヤたちとも出会っている。抜け道から城の外にも脱走しており、2章ではそれをユキヤたちに目撃され反乱に使われた。
聖ミカエル騎士団との決戦後、レイラに連れられて共同生活を送り、大婆の猫と仲良くなっている。『復活のルルーシュ』では、EDのイラストにおいてゼロとなったスザクやアーサーと共にいる姿が描かれている。
C.C.
声 - ゆかな
本作品では「森の魔女」と呼ばれている。
本編から12年前、両親を死に至らしめたテロから逃げる際に池に転落し死にかけた幼いレイラを救い、彼女にギアスを与えた。しかし、レイラが幼いためギアスの発現までに猶予を与えた。
時空の管理者
声 - 工藤晴香
第3章から、スマイラスやレイラの前に現れる謎の存在。C.C.やV.V.と同様にギアスと深い関わりを持っているが、時空の管理者は集合無意識である「Cの世界」とは対照的な意識の集合体で、二人よりさらに上位の存在である。過去現在未来が混在した時間観念の中に存在しており、あらゆる時間や場所に干渉することができる。レイラには自身を人間にとっては存在しない者だが、視える者には存在すると語った。ギアスを人類のDNAに組み込み進化の過程で発展していくのを見守ろうとしていたが、人間が負の感情や思想でギアスを使うことを好ましく思っておらず、人類からギアスを回収しようとしていた。世界に対して物理的な干渉が出来ないため、レイラやスマイラスなど一部の人間の心に入り、その人物と接触することで間接的な干渉を行なっている。その際の時空の管理者の言葉や態度は、その人間の心を映したものとなる。
ギアス能力者の排除をスマイラスに請け負わせていたが、彼に私欲でブラドーをギアス能力者だと偽られ利用されたため、その償いとして歪んだギアスを持つシンの命を差し出すことを命じていた。そのため、作中ではスマイラスおよびシンの動向を監視していたが、彼らと接触していたレイラに人類の可能性を改めて見出し、その希望を見届けるために、彼女を襲撃される前の別次元の司令室へと送った。決戦後、アシュレイ隊と対峙するスマイラスの前に表れ、彼らとの違いを指摘し決別した。
旅の老婆達
声 - 鈴木れい子（大婆様）、伊沢磨紀（赤ずきん婆さん）、片岡富枝（でかい婆さん）、宮沢きよこ（おっとり婆さん）、慶長佑香（みつあみ婆さん）、羽鳥靖子（まゆげ婆さん）、宮崎智栄子（パイプ婆さん）
第3章で登場した、占いをする大婆を中心とする世捨て人の七人の老婆。ワルシャワで集り目的にアキトたちと接触するが、路頭に迷っているのを知ると自身たちが居住する馬車へ連れ込んで、こき使いながらも家族同然に可愛がった。アキトたちが帰還する前夜には宴会を開き、当日は輸送機に搭乗するアキトたちを見送った。その後、軍を追放され路頭に迷っていたアノウを拾い、彼から教えてもらった情報を元にヴァイスボルフ城へと向かう。
決戦後はアキトたちと再会し、その輪にアシュラ隊を加えて家族として暮らす。

### 小説版の登場人物
藤堂 鏡志朗（とうどう きょうしろう）
小説版に登場。ブリタニアの日本侵攻時、後に「厳島の奇跡」と呼ばれる勝利を収めたが、他の防衛線が次々に破られていることから、自分の勝利は一時的な時間稼ぎでしかないと考える。また、一部の軍人や民間人がサクラダイトを用いた爆弾でブリタニア軍に自爆攻撃を仕掛ける「神風」について、受け入れがたい思いを抱く。
軍人として高い志を持っており、カミカゼをするべきと考えていた部下たちに対して斬り捨てると一喝して、その考えを改めさせた。
草壁 徐水（くさかべ じょすい）
小説版に登場。ブリタニアの日本侵攻時、戦車隊の指揮官として戦場に立つが、新兵器のKMFが実戦では役に立たないと見なしていた。しかし、自身の搭乗する戦車をたやすくグラスゴーに無力化された上に味方の戦車も次々と同様にされたことで、KMFの脅威を思い知らされる。

## 登場兵器

### E.U.の兵器

#### E.U.の機動兵器
アレクサンダ
アンナを中心として、E.U.が独自開発した特殊作戦用KMF。試験運用もかねて“wZERO”専用機として配備された。独自の設計思想によって従来機よりも軽量化されているほか、耐衝撃に優れる高性能なフレームを使用しているため、他機を圧倒する機動力と突破力を獲得している。「インセクト・モード」と呼ばれる四足歩行形態への変形機構を有しており、これによって被弾率が大きく下がるうえに機動性も向上するため、敵性KMFにより素早く接近することが可能となっている。コクピット両側にはライフルなどの一部武装をマウントできるようになっており、変形状態でもそれらの使用を可能にしている。
初期は脱出機構は搭載されていなかったようだが、ヴァリアントには搭載が確認されている。作中では「アレク」という略称で呼ばれることもある。
その高すぎる機動力ゆえ通常の操縦方法では本領を発揮できないため、パイロットは特殊なチップ「ニューロデバイス」を体内に埋め込む必要がある。ニューロデバイスはパイロットの思考を数値化して機体に入力する装置で、これにより機体を自らの手足のように直感的に操作することが可能となる。これを「ブレインレイドシステム」と呼ぶ。
インセクトモードは頭部の2本の突起が触角、人型とは前後逆となった脚が長大に発達したバッタの後脚のようになり、脚数が本物より1対少ない4脚ながら文字通り昆虫的な姿と動作を呈する。また、第1章エンディングでは設計者アンナが、壁にインセクトモードのアレクサンダの三面図が貼られた部屋でトノサマバッタ属の一種を何匹も飼育している姿が描かれており、本機開発のモチーフであることが示唆されている。
第2章では敵地への空挺降下作戦のため、背面に折り畳み式の翼による滑空降下ユニットが装着された。
技術体系的にはサザーランドと同じ第五世代機ではあるが、その機動力やパワーはランスロットや紅蓮弐式、神虎といった第七世代相当機に引けを取らない。しかし、MVSや輻射波動のような強力な武器を装備されておらず、アフラマズダやヴェルキンゲトリクスのような強力な武器を持った同等の性能を持ったKMFには苦戦を強いられていた。その上、小説版ではイレヴンへの偏見が蔓延した状況下でイレヴンが搭乗するという理由で、アレクサンダを『ナイトメアもどき』呼ばわりする者までいる。
アレクサンダ Type-01
初期型の機体。ナルヴァ作戦にて投入されたが、アノウ司令の独断で装備された自爆ユニットによる特攻で敵機を巻き込み次々に自爆したため、最終的に残ったのは唯一生還したアキト機のみとなっている。元来から機動性に長けるKMFであるが、第1章ではアキトの技量の高さと自爆ユニットの離脱などによって、より俊敏に動き回る面を見せた。
第2章では、パイロット（アキト）の精神を拡張・覚醒させ、僚機であるType-02の搭乗者たち（レイラを除く）の精神を侵し、自身と同じ状態に置いて操ることが可能な「ブレインレイド状態」に覚醒した。この状態に突入すると、頭部マスクが開く。
アレクサンダ・リベルテ
最終章で、アキトのType-01を大幅に改修した機体。アフラマズダやヴェルキンゲトリクスといった第六、第七世代相当機に総合的な性能で劣る本機をwZERO部隊に加わったアシュレイが提供したアフラマズダのデータを元に近接戦闘用の刀と盾、シュロッター鋼合金の外装を追加したもの。腕の装甲にスラッシュハーケン、盾にはブレイズルミナスも内蔵されている。外装の追加によって変型が不可能になったが、機動力の低下を極力抑えた上で攻撃力と防御力の向上に成功し、ナイトオブラウンズ専用機のヴェルキンゲトリクスと互角に渡り合う高性能機に仕上がっている。
聖ミカエル騎士団との決戦でヴェルキンゲトリクスと死闘を演じ、最終的に剣でコクピットを破壊されて戦闘不能になった。KMFの開発がブリタニアとインド軍区に比べて大きく遅れているE.U.で、唯一のブレイズルミナスを装備した機体でもあり、アンナの突出した才能を裏付けている。
アレクサンダ Type-02
Type-01アキト機を元に開発された少数量産機。カラーリングは白青のツートンカラーで、頭部形状は機体ごとに異なる。基本装備はType-01から継承されたリニアライフルで、他にはそれぞれ専用の武装が追加されている。
- レイラ機：指揮官機。額部分が青に塗装され、アレクサンダ・ドローンを制御するためのアンテナが装備されている。聖ミカエル騎士団との決戦ではBRSを搭載した状態でハメルが搭乗した。
- リョウ機：ミサイルポッド「WAW-06 6連装 NbW12」と対KMF戦闘用可変アックスを装備。
- ユキヤ機：スラッシュハーケンのほか、狙撃用の「レールガン」が装備され、リニアライフルに取り付けることで長距離狙撃を可能とする。
- アヤノ機：対KMF戦闘用ソード「ビーショップ・ロングレイ」を装備している。

アレクサンダ・ドローン
AIを搭載した無人機。カラーリングは茶色を基調としている。ベース機の性能を反映して機動性には優れているが、AIが不完全であるため、複雑な動作まではできない。それゆえ、劇中ではレイラが自ら遠隔操作をする場面もあった。降下作戦で15機が投入されたものの、全機撃破された。そのうち1機の残骸はブリタニア軍に鹵獲され、トロモ機関でフローレンスに改造されている。
聖ミカエル騎士団との戦闘では10機のドローンが運用され、残りはハメルの特務隊とユキヤの予備機として運用された。
アレクサンダ・ヴァリアント
Type-02をより実戦向けに改良した新型機。カラーリングはダークブルーとパイロット毎のパーソナルカラーのツートン。
- リョウ機：パーソナルカラーはオレンジ。リニアチェーンガンと大型の4連ミサイルポッド、両刃の新型対KMF戦闘用可変アックスを装備。ヴェルキンゲトリクスとの戦闘で大破するが、リョウは無事に生還した。
- ユキヤ機：パーソナルカラーは緑。長距離狙撃用リニアレールカノンとスラッシュハーケンを装備。ガリア・グランデごと撃墜された後、BRSでコクピットを分離させて本機は湖に沈んだ。
- アヤノ機：パーソナルカラーはピンク。旧型機のリニアライフルを唯一引き継いでおり、新たに対KMF戦用ソード「オーガス・ロングレイ」を装備。最終決戦では、積極的に戦闘に参加しなかったために、無傷のまま残った。

アレクサンダ・レッドオーガ
元々はアキトの専用機としてアンナが設計していた、アレクサンダのカスタム機。ヴァリアントをベースに最新OSなどを搭載していたが、アキトはリベルテに改修されたType-01に搭乗することになったため、ヴァイスボルフ城防衛に参加を表明したアシュレイに与えられた。その際、彼の要望に合わせて真紅に染められ、リニアアサルトライフル「ジャッジメントMK2」、ヒートサーベル、ヒートナイフ、スラッシュハーケンなど大量の武装が追加された。また、腰には一対のサブアームが設けられ、インセクトモードへの変形時は六脚になる。
聖ミカエル騎士団との決戦後、アシュレイと共に東部戦線へ転移して、スマイラスの座乗艦を撃破した。
荒草鳴砂（あれくさなりすな）
『コードギアス 双貌のオズ』に登場する、アレクサンダの試作機をラクシャータ・チャウラーが日本製KMFの両腕のパーツを取り付けて改良したKMF。詳細は荒草鳴砂を参照。
パンツァー・フンメル
E.U.軍で使われるKMF。詳細はコードギアスシリーズの機動兵器一覧#E.U.製KMFを参照。
ガルドメア
E.U.軍で使われる警護用の機動兵器。旧式KMFであるグラスゴーにあっさり破壊されるなど、あくまで警護用であり、前線での使用を想定した設計はなされていない様子である。リョウたちがスマイラス将軍を誘拐しようとした際、アキトが迎撃のために使用した。
E.U.軍のKMF開発の過渡期に開発された機体であり、コクピットの構造などはKMFのインジェクションシートを意識しているが、その他の構造はKMFとは呼べない設計となっている。構造的には中華連邦軍の主力KMFである鋼髏に近く、E.U.軍では装甲車のような扱いを受けている。全高も通常KMFより一回り小さい。
ただし小型ながらも火力はそれなりにあり、劇中では輸送車両のハッチの故障で車内から出られない状況を、アキトは中から銃撃して破壊するという荒業で乗り切っている。また、機動性はKMFと比較して特別劣ってはおらず、耐久性も被弾場所次第ではある程度保たれている点が、アキトの乗機が被弾した際の様子からうかがえる。

#### E.U.の艦船・その他
リヴァイアサン
E.U.軍の超大型陸上戦艦。大型戦艦の二倍近い大きさを誇る、ジィーン・スマイラスの座乗艦。無限軌道で移動を行う。各種レーダーやECM、アクティブ防護システム、指向性エネルギー兵器などを備え、武装として艦首に大型主砲1門、後部に24連装の多目的ミサイルランチャー3基、船体各所にCIWSを14基装備する。
白ロシア戦線では、ロメロ・バルクライ将軍がE.U.第六軍団の旗艦として指揮を執っていた。
E.U.軍大型陸上戦艦
E.U.軍の大型戦艦。全長は中型戦艦の三倍ほど。後部にヘリポートとハッチを備える。
E.U.軍中型陸上戦艦
E.U.軍の中型戦艦。中央部にレーダーを持ち、連装砲を6基装備する。
E.U.軍高高度観測気球
地上からは対空攻撃はおろか、目視すら困難な高度から地上の様子を正確に観測可能な気球。機体下部に高性能カメラユニットが装着されており、これで現地の状況を把握する。劇中では、遠く離れた最前線にいるwZERO部隊の状況を、ヴァイスボルフ城の司令部でモニターするのに使われている。第2章では、ヴァイスボルフ城から発進する様子が描かれた。

### ブリタニアの兵器

#### ブリタニアの機動兵器
ヴェルキンゲトリクス
シン・ヒュウガ・シャイング専用のKMF。カラーリングは金色をメインとしている。元々はマンフレディが発注した機体で、円卓の騎士に因んだ「サグラモール」という名前が付けられる予定であったが、彼のユーロ・ブリタニアへの転籍に伴い、機体番号と機体名が変更された。しかし、受領前に彼が自殺したため、後任であるシンに譲渡される。
脚部が蹄状になっているのが特徴。高速移動時には、ランドスピナーの他にケンタウロスのような姿になる変形機能を使用し、さらに高次元な攻撃を駆使することができる。装備は複数の歯車が組み合わさったような意匠の長斧「SDAアックス」とレバーアクション式のショットガン、手首にはスラッシュハーケンが内蔵され、腰にはルミナスコーンのソードを内蔵している。なお、『双貌のオズ』における解説では、エクウスから発展したものと位置付けられている。
第4章では飛行機状の超電磁推進モーターを使用した。機体に導入された新型の駆動系がフロートシステムの力場と干渉するという問題点を抱えており、調整前の時点では空輸も不可能だった。後に調整を受けたことで空輸が可能となった。
最終決戦でアレクサンダ・リベルテとの激戦の末にコクピットを貫かれて相打ちとなり、戦闘不能となった。
後に本機の実働データは本国に接収され、アマネセールと共に紅蓮聖天八極式への改修に用いられる。
機体名の由来はガリア戦争の英雄ウェルキンゲトリクス。
グラックス
ジャン・ロウ専用のKMF。カラーリングは銀色をメインとしている。
外見はサザーランドに似た部分もあるが、脚部はヴェルキンゲトリクスと同様の蹄状で、ランドスピナーも蹄状の足のやや裏側に装備されている。また、両腕は紅蓮弐式と同様の展開式であり、外観以上の間合いによる接近戦を得意とし、ジャンの力量も相まって第七世代機のランスロットを相手にしても互角に渡り合うだけの高性能機。主武装は背中の2本の剣と大型キャノン砲。ランスロットとの戦闘で大破した後、リペイントを行われていない状態でヴァイスボルフ城の強襲に参加した。
グロースター・ソードマン
グロースターの改修機。頭頂部の飾りや背中に羽織ったマントなど、中世の騎士を彷彿とさせる外観になっている。近接戦に重きが置かれ、コクピット両側にマウントされたヒートソードを、主な武装としている。
聖ラファエル騎士団機は青と銀、聖ミカエル騎士団では赤と銀を基調としている。特に隊長機は胸部やマントに所属する騎士団の紋章が描かれるなど、外観が派手になっている。「ミカエルの三剣豪」の機体は胸部と肩をその率いる部隊の色で塗装されている。アシュラ隊は通常のカラーリングに鷲の意匠を取り付け、アシュレイの機体は真紅に塗装されている。
第2章冒頭のシンの聖ミカエル騎士団総帥の叙任式では、一瞬だが銀と緑の聖ガブリエル騎士団機、銀と茶色の聖ウリエル騎士団機が登場している。
アフラマズダ
ユーロ・ブリタニアが開発した重武装のKMFであり、ハドロン砲などのビーム兵器が試験運用段階である当時のブリタニア系KMFとしては最大級の火力を有している。武装は3連装大型ガトリング砲と腰部にマウントされたハンドガン、背面にマウントされた大型ランス「SDAランス」を装備している。機体の装甲は、ランスロット・グレイルでも採用されているシュロッター鋼を用いたもので、常に機体全体にブレイズルミナスを停滞させているため、大型リニアライフルの射撃でも傷一つつかないほどの防御力を誇る。ガリア・グランデ防衛のために、アシュレイ・アシュラが搭乗する。
奇襲をしてきたワイヴァン隊をその火力で圧倒するが、炸裂弾で武器を破壊された後のアキトのアレクサンダとの戦闘では近接戦闘に持ち込まれた結果、火力と防御力を重視した本機はパイロットの戦闘力と機体の相性から歯が立たずに破壊された。しかし、起動キーに入っていた本機のデータをアシュレイが「wZERO」に加わった際に提供し、アレクサンダ・リベルテへの改修に繋がった。
また、ブリタニア本国では「ナイトオブフォー」ドロテア・エルンスト専用機のパロミデスのベース機としてその実戦データが応用され、フロートシステムに加えて本機以上の重火力とパワーを有する機体となった。
グラスゴー
第1章冒頭の、ブリタニアの日本侵攻時に、ブリタニア軍のKMFとして複数が登場。その後、同章本編でリョウが搭乗。E.U.領内に闇ルートで入った本機を、所有していたマフィアを全滅させて奪い、スマイラス将軍誘拐の企てに使用した。警護にあたっていたガルドメア数機を倒すも、白兵戦を仕掛けたアキトにより沈黙させられる。使用武器は、アサルトライフルとピッケル。詳細はコードギアスシリーズの機動兵器一覧を参照。
リョウが搭乗するのに先がけて、ユキヤが認証キーに登録されたパイロットデータをリョウへと書き換えることで、本体の顔認証システムをパスして動かすことが可能となったが、元のパイロットがコーネリア軍の制服を身に着けていたことから、コーネリアの親衛隊から流出した品である模様。
グロースター 聖ミカエル騎士団機
マンフレディの懐刀であった三剣豪のブロンデッロ、ドレ、ショルツが搭乗する。
サザーランド 聖ラファエル騎士団機
カラーリングは白と青紫のツートン。詳細はコードギアスシリーズの機動兵器一覧#サザーランドを参照。
サザーランド 聖ミカエル騎士団機
カラーリングは白と赤紫のツートン。左腕に、近接戦闘用のトマホークを装備している。
サザーランド ユーロ・ブリタニア仕様
カラーリングは青紫と黒がメインで、若干赤を含む。基本的にはブリタニア本国や各エリアで使われているものと同様である。
リバプール
二足歩行の戦車型無人機。主武装はキャノン砲で、火力は優れているが無人機のため有人機のKMFより動きは遅い。

#### ブリタニアの艦船・その他
G-1ベース
指揮用陸戦艇。第1章では、ナルヴァの戦いでファルネーゼと参謀たちが青紫色の本艇を使用。第2章では、シンとジャンが赤色の本艇を使用。
列車砲
第2章で登場する巨大兵器。KMFには搭載不可能なサイズの大口径砲を装備し、射程距離と火力いずれにおいても強力である。その反面、機動性は皆無のようで、周囲には直衛部隊のKMFが複数展開していた。
ガリア・グランデ
架空のテロ組織『方舟の旅団』の爆撃兵器に偽装された、ユーロ・ブリタニアのフロートシステム搭載型の巨大飛行船。内部は骨組みばかりのハリボテになっており、ドローン仕様のサザーランドが大量に巡回している。アシュレイが敗れた後、あらかじめ仕掛けられていた時限爆弾により爆破されるが、無事だったエンジン部分はワイヴァン隊とアシュレイが帰還するために再利用された。その後、カンタベリーの砲撃で撃墜された。
カンタベリー
聖ミカエル騎士団が保有する自走砲。コクピットは3人乗りで、日本解放戦線の雷光と同様に脚部移動を可能としているが、その破壊力は桁違いであり、高高度の方舟を撃墜するだけの射程距離も有する。
ヴァイスボルフ城ではサザーランドの援護を受けてワイヴァン隊を苦戦させるが、死角である機体の真下に潜り込んだユキヤの捨て身の攻撃で破壊された。

## 用語
「wZERO」
ゲットーに収容されているイレヴンから志願者を募りE.U.が編成した特殊部隊。その実態は、E.U.市民から成るE.U.正規軍の軍人の命が失われることが、有権者からの支持の喪失につながるのを恐れるE.U.上層部（とりわけ四十人委員会の委員たち）が、「E.U.市民の代わりに盾となって死んでくれ」と言わんばかりにイレヴンを使い捨ての駒として扱うものであり、生還率は0%に近いものとなっている。また、E.U.市民から戦死者が多く出ることによって厭戦ムードが広がり、戦争が長期化してしまうのを防ぐための生贄という側面もある。しかし、イレヴンを差別しないレイラが参謀から司令官へ昇格したことによって、その状況に変化が生じる。
wの文字はワイバーン（wyvern、翼竜）に由来しており、隊章も鳥の翼を有するドラゴンが描かれている。レイラは元々部隊名も「ワイヴァン隊」と命名しようとしたが、部隊名は記号的にという上層部の指示からwの頭文字を取って現在の名称となっている。この部隊名は後に結成されたKMF部隊に与えられている。
神出鬼没に奇襲を仕掛けることから、かつての猛将ハンニバルになぞらえ、ブリタニア軍からは「ハンニバルの亡霊」と呼ばれ恐れられている。
ヴァイスボルフ城
wZERO部隊の基地。古城を基にしているが、内部は軍事施設として大幅に改修されている。
革命以前はブライスガウ家の城であったことが最終章でヴェランス大公により明かされ、図らずも正統な後継者であるレイラがこの城の城主になっていた。
ブレインレイドシステム（BRS）
ニューロデバイスをパイロットに埋め込むことにより、機体を直感的に・手足のように動かせるシステムでE.U.のナイトメア・アレクサンダに搭載されている。また、アレクサンダパイロットの意識をニューロデバイスを通して拡張・同調させることでパイロット同士の知覚情報を共有させることにより、戦場を正確に把握することも可能とする（ブレインレイド状態、ブレインレイドの状態と呼ばれる）。ただしこの状態を発動させるにはパイロット同士の高い適合率が必要であり、第1章のナルヴァ作戦ではその点が考慮されなかったため発動しなかった。第2章ではアキトをホストとして、適合率の高いリョウ、ユキヤ、アヤノの間で発動した。その際ホストであるアキトにかかったギアスの影響もあってか精神や戦闘能力まで同調し、結果ユーロ・ブリタニアのアシュラ隊を圧倒した。発動条件・解除条件ともに未だ不明。本来はナイトメア操縦ではなく、人と人との脳波動が繋がりお互いを理解し合えるようにすることを理想としている。
シンとレイラのギアスがこのシステムを介して物理現象を引き起こすだけの事態が発生し、戦闘中のアレクサンダとヴェルキンゲトリクスが現実の空間から姿を消した。
敵性外国人
E.U.国内における、日本人改めイレヴンの区分。日本が、E.U.の敵国ブリタニアの版図に組み入れられたことで、E.U.当局は当時様々な事情でE.U.国内にいた日本人を敵国の人間と見なし、彼らをシテ島に建設したゲットーへ収容した。その後、ブリタニアとの戦いが激化する中、ゲットーで不自由な暮らしを送るイレヴンに対して戦功があれば何らかの自由を与えるとの条件で志願者を募り、結果アキトを含む複数のイレヴンがwZERO部隊へ入隊するに至った。
しかしその一方で、佐山リョウ率いるグループのように、ゲットーでの不自由な暮らしを嫌って脱走した者も存在する。
後にパリ以外にもゲットーが建設されたことが判明し、成瀬ユキヤはアムステルダムのゲットー出身である。
革命歴
本作品で初登場する、E.U.の紀年法。1789年のフランス革命をきっかけに貴族のアンシャン・レジームが倒された西暦1790年が革命歴1年になった。この物語の舞台となる年は、ブリタニアの皇暦2017年であると同時に、革命歴では228年である。元日はヴァンデミエール（葡萄月）1日（前年9月22日ごろ）。
ユーロ・ブリタニア
ブリタニア貴族の中でも、ヨーロッパにルーツを持つ人々の総称。すなわち、E.U.の建国者たちによって先祖が故郷を追われた者たちである。旧英国王室をルーツとする神聖ブリタニア帝国では、傍流に位置している。ただし、傍流ながらもそれなりの規模を有しており、その枠内には独自の軍組織などを有する（詳細は後述）。
ブリタニア皇帝シャルルの関心はエリア11に向いており、ヨーロッパ方面の関心が薄いため、対E.U.戦線における指揮権を委ねられている。「父祖の土地の奪還」を目的に戦争をしているため、ユーロ・ブリタニアの戦意は高く、四大騎士団を筆頭に本国に匹敵する戦力を有する。また、ユーロ・ブリタニアと神聖ブリタニア帝国本国との間には、対E.U.戦争の進め方についての思惑に相違がある（詳細は後述）。皇帝シャルルをはじめとするブリタニア本国の人間たちは、エリア11の現状を見てもわかるように、占領地で国土の破壊や住民の虐殺を厭わないのに対して、ユーロ・ブリタニアの貴族たちは「取り戻した」旧E.U.領は彼らにとっての「本国」になるため、都市や住民への被害を考慮して進撃している。劇中ではその一例として、スロニムの戦いではアキトたちが現地に到着した時には既に住民は全員避難させられており、その後の戦闘では市街地への物的被害はあっても住民の民間人の人的被害は起こりえない状態であった。ユーロ・ブリタニアが傍流扱いされていることから、ブリタニア本国と皇帝への反感も強く、本国からの独立を企てている人間さえ存在する。
侵攻速度は遅いながらも、ロシア以外にトルコやグリーンランド、ベラルーシを領土としている。
「方舟の船団」の作戦の際に、ヴェランス大公がジュリアスにより幽閉された後にゴドフロアとレーモンドがシンに殺され、ファルネーゼも行方不明のために大公の執政権と大貴族会議の全権を手にしたシンに掌握されてしまう。
その後、聖ミカエル騎士団の反乱を理由に本国がE.U.との戦争に介入し、戦争の主権を失うこととなる。その後「四大騎士団」や大貴族連合は本国に吸収された模様だが、一部の貴族は市民の犠牲を考慮せずに戦火を拡大する本国に反発して敵対行動を取っていることが、後の外伝作品である『白の騎士 紅の夜叉』で語られている。
なお、本作品と同時期を描いた『双貌のオズ』ではE.U.との戦争の全てを、必ずしもユーロ・ブリタニアが仕切っているわけではない点が描かれている。ロシアから東ヨーロッパ方面の戦域ではユーロ・ブリタニアが幅を利かせており、時にはインド軍区出身の天才少女のネーハがベルリンから研究拠点を縁のあるラクシャータの元へ移そうという亡命計画を察知するや、KMF特殊部隊をベルリンに送り込んでいる。その一方、西ヨーロッパから北アフリカ方面については本国の軍が展開しており、アルジェリア方面ではシュナイゼル隷下の部隊であるアルガトロ混成騎士団が展開して対テロリスト戦を行っており、さらに劇中の台詞によるとサンミゲル（劇中では単にこう呼ばれているが、ポルトガル西方のサンミゲル島と思われる）にモニカが軍を展開させている。この他、ハンガリー南部においては過去に皇族の汚れ役を引き受けてきた特殊部隊「プルートーン」がV.V.の命令によって小さな村を襲撃し、住民全員とその村に受け入れられて暮らしていたオルフェウスとエウリアを殺そうとするが、最終的にはプルートーンの指揮官にして自ら現場で指揮を執っていたオイアグロの判断により、オルフェウスだけが殺されずに生き残った。その後、オルフェウスの動きを掴んだプルートーンの隊員にして先の襲撃にも加わっていたサーベラスが再び惨劇の舞台となった村にてオルフェウスを殺そうとするが、返り討ちにされるという結末を迎えている。また、その後を描いた続編の『双貌のオズO2』では、本国の軍が占領したと思しきスペインは「エリア24」とされ、皇女にして大グリンダ騎士団の総団長であるマリーベルが総督として統治し、ユーロ・ブリタニアの力が全く及ばない地となっている。このため、現地においてはテロを否定するマリーベルによってあらゆる犠牲を厭わない対テロ作戦が幾度となく行われており、ユーロ・ブリタニアではありえないレベルの殲滅戦も行われている（反ブリタニア勢力の拠点と化していたベンタス・ゲットーの壊滅が該当）。
聖四騎士団
ユーロ・ブリタニアが有する4つの騎士団（聖ラファエル騎士団、聖ミカエル騎士団、聖ガブリエル騎士団、聖ウリエル騎士団）のこと。なお、各騎士団長の実力は「ナイトオブラウンズ」に匹敵するとされる。作中では四大騎士団という呼称が用いられ、各騎士団も「聖」の名は省かれる形で呼ばれる。なお、聖ミカエル騎士団は分隊として「黒の団」、「青の団」、「白の団」の三分隊が明かされ、「ミカエルの三剣豪」であるブロンデッロが「黒の団」、ドレが「青の団」、ショルツが「白の団」をそれぞれ率いている。
第1章で本性を現したシンによってマンフレディが自害させられて聖ミカエル騎士団は乗っ取られ、第3章では更に聖ガブリエル騎士団と聖ウリエル騎士団が聖ミカエル騎士団の襲撃で壊滅し、総帥たちもゴドフロアとレーモンドが死亡、その2人の首は大貴族議員たちの前でシンによって晒される。ファルネーゼは僅かな部下たちと共に命辛々逃亡したが、聖ラファエル騎士団は総本部を失ってしまう。大貴族会議でファルネーゼらは本国とE.U.の両国を相手取る戦争を恐れ、本国へ逃亡を謀ったためにシンによりジュリアス共々処刑されたこととなっている。
シンが戦死したことにより、聖ミカエル騎士団も崩壊。総帥もファルネーゼしか残らず事実上壊滅状態に陥り、ユーロ・ブリタニアは戦力の要にして象徴たる四大騎士団を失ってしまう。
作中にはヴェルキンゲトリクスしか登場しなかったが、ファルネーゼらも作中時点で既に第六・第七世代に相当する専用機を有している。
大貴族連合
ユーロ・ブリタニアを率いる貴族たちの中でもE.U.戦線の指揮を執る最上位の貴族たちであり、ヴェランス大公ことオーガスタ・ヘンリ・ハイランドを宗主とする。彼らは皆ブリタニア本国、その中でも皇帝に対して反感を抱いているが、本国に匹敵する戦力を有しながらも「ナイトオブラウンズ」や同時期に力を伸ばしている「グリンダ騎士団」を擁する本国との戦争に積極的な者はおらず、ジュリアス・キングスレイにもその点を非難されている。
ヴェランス大公の幽閉、四大騎士団の壊滅に伴ってシンに全権を委譲する形となり、ユーロ・ブリタニアの実権を失ってしまう。
インペリアルセプター
皇帝の権威の象徴。ユーロ・ブリタニアに派遣されたジュリアス・キングスレイが、全権を任せられた者の証として示す。
世界解放戦線『方舟の船団』
北海の洋上発電所を爆破し、パリで大停電を起こしたテログループ。ネットでE.U.中に犯行声明と、パリを標的とした犯行予告を送る。これによってロンドンやジュネーブ、ベルリンといった大都市でテロが発生する情報が流れ、パリを始めとしたE.U.加盟国の大都市では暴動が発生する。さらに資産家たちが新大陸へ脱出している噂が広まり、マルカル家やクレマン・インダストリーが被害に遭う。
実際には発電所は無傷であり、その正体はジュリアス・キングスレイによって作られた架空の組織。巧妙に作られた動画と実在する方舟を利用し、市民を恐怖で支配してE.U.を混乱に陥れて全軍による攻撃を目的とした作戦である。この作戦を見たシンは、ジュリアスがゼロであることを見抜く。
この混乱に際してワルシャワに駐屯する東部方面軍の前線部隊はテロを言い訳に撤退し、四十人委員会の議員たちも逃げ出す事態にまで発展して、政府と軍は機能を失う。結果、政府は市民の信用を失い、スマイラス一派に好機を与えることとなる。

## 作品内容の諸変更点
先述のように、本作品のタイトルは当初『コードギアス GAIDEN 亡国のアキト』とされていたが、2012年1月12日に『コードギアス 亡国のアキト』が正式タイトルであると発表された。
また2009年のリリース情報において、『亡国のアキト』の主人公アキトら「イレヴン」は、「地獄の欧州戦線」に送り込まれる「ナイトメア・デヴァイサー」（※ブリタニア軍特別派遣嚮導技術部におけるナイトメアパイロットの呼称）であるとされていた。しかし完成した脚本では、アキトらが属し差別や過酷な扱いを受けながら戦う組織はブリタニアではなく「E.U.」となっている。同時に「E.U.」自体の設定も、自治州が緩やかに結びついた「Euro Universe」（ユーロ・ユニバース）ではなく、300年前のフランス革命により成立し統一された政府と国号を有する国家「ユーロピア共和国連合」というものになった。しかし、主人公が所属陣営から差別と過酷な扱いを受けながら戦うという点は変わらない。このため、日本人に対する「イレヴン」という蔑称に関しても、日本に住んでおらず日本生まれでもない日系人も含めてその対象とされ、また、ブリタニア人以外の全ヨーロッパ人も日本人に対し差別心を持ちこの言葉を使っている、という設定に変更されている。
ただし、公式サイトの解説では依然として、「イレヴン」について、「『エリア11』に住む日本人をブリタニア人が呼ぶときの呼び名」と記されており、完成フィルムの脚本内容との間に混乱がみられる。
小説版に関しても作品補完小説とされているが、アニメと内容が異なる記述があり正しい補完となっているのか疑問が持たれている。

## スタッフ
- 原作 - サンライズ、大河内一楼、谷口悟朗
- 監督 - 赤根和樹
- 構成協力 - 森田繁
- キャラクターデザイン原案 - CLAMP
- キャラクターデザイン - 木村貴宏
- 総作画監督 - 島村秀一
- ナイトメアフレームデザイン原案 - 安田朗
- メカデザイン - 寺岡賢司、沙倉拓実、宮本崇、アストレイズ
- 3DCGアニメーションディレクター - 井野元英二
- 3DCG - オレンジ
- 色彩設計 - 中山久美子
- 美術監督 - 佐藤豪志
- 美術設定 - 金平和茂
- フランス語翻訳 - イラン・グェン
- 撮影監督 - 大矢創太、千葉洋之
- 編集 - 田村ゆり
- 音響監督 - 明田川仁
- 音楽 - 橋本一子
- 音楽プロデューサー - 石川吉元、福田正夫、黒田学
- プロデューサー - 河口佳高、湯川淳、細川修（第1章・第2章）、稲垣浩文、射場周作（第1章・第2章）→阿部伸明・小岐須泰世（第3章 - ）
- アニメーション制作 - サンライズ
- 製作 - コードギアス 亡国のアキト製作委員会（サンライズ、バンダイビジュアル、博報堂DYメディアパートナーズ、バンダイナムコエンターテインメント、バンダイ）
- 配給 - ショウゲート

## 主題歌
「モアザンワーズ」（第1章 - 第3章）
作詞 - 岩里祐穂 / 作曲・編曲 - 菅野よう子 / 歌 - 坂本真綾
第4章では、挿入歌として使われている。
「アルコ」（第4章 - 最終章）
作詞 - 岩里祐穂 / 作曲・編曲 - 菅野よう子 / 歌 - 坂本真綾

## 各話リスト
| 話数   | サブタイトル       | 脚本                       | 絵コンテ                                                                    | 演出                                           | 総作画監督                 | 作画監督                                                                                        | メカ作画監督                                    | 公開日         |
| ------ | ------------------ | -------------------------- | --------------------------------------------------------------------------- | ---------------------------------------------- | -------------------------- | ----------------------------------------------------------------------------------------------- | ----------------------------------------------- | -------------- |
| 第1章  | 翼竜は舞い降りた   | 赤根和樹 浅川美也          | 赤根和樹、田中孝行                                                          | 田中孝行                                       | 島村秀一                   | 前田清明、秋山由樹子 皆川一徳、辻繁人                                                           | -                                               | 2012年 8月4日  |
| 第2章  | 引き裂かれし翼竜   | 浅川美也 大野木寛 赤根和樹 | 安田賢司、日高政光 赤根和樹                                                 | 鳥羽聰                                         | 島村秀一                   | 皆川一徳、前田清明 波部崇、小暮昌広 小野早香                                                    | 木村智 前田清明（総）                           | 2013年 9月14日 |
| 第3章  | 輝くもの天より堕つ | 浅川美也 大野木寛 赤根和樹 | 日高政光、芦野芳晴 田中孝行、佐々木守 赤根和樹                              | 五十嵐達矢、三宅和男 渡邉正樹、大石康之 鳥羽聡 | 島村秀一                   | 波部崇、前田清明 佐々木守、嘉手苅睦 鈴木幸江、米山浩平                                          | 前田清明（総）                                  | 2015年 5月2日  |
| 第4章  | 憎しみの記憶から   | 大野木寛 赤根和樹          | 日高政光、宮尾佳和 宮地☆昌幸、渡邉正樹 三宅和男、赤根和樹                   | 渡邉正樹、三宅和男 芦野芳晴                    | 島村秀一 吉川真帆          | 鳥宏明、牧孝雄 波部崇、嘉手苅睦 奥田淳、戸井田珠里 坂本修司、須永頼太 中島渚、米山浩平 加藤洋人 | 前田清明（総）、橋本誠一、重田智                | 2015年 7月4日  |
| 最終章 | 愛シキモノタチヘ   | 大野木寛 赤根和樹          | 渡邉正樹、三宅和男 大石康之、山下明彦 古橋一浩、宮尾佳和 田中孝行、赤根和樹 | 渡邉正樹、三宅和男 山下明彦、間島崇寛 大石康之 | 島村秀一 吉川真帆 嘉手苅睦 | 奥田淳、波部崇 牧孝雄、木村智 北原広大、箕輪豊                                                  | 東賢太郎、金子秀一（エフェクト） 前田清明（総） | 2016年 2月6日  |

## 関連作品

### BD / DVD
| 巻     | 発売日         | 規格品番  | 規格品番  | 規格品番  |
| 巻     | 発売日         | BD初回版  | BD通常版  | DVD通常版 |
| ------ | -------------- | --------- | --------- | --------- |
| 第1章  | 2013年1月29日  | BCXA-0639 | BCXA-0635 | BCBA-4459 |
| 第2章  | 2013年12月25日 | BCXA-0640 | BCXA-0636 | BCBA-4460 |
| 第3章  | 2015年6月26日  | BCXA-0641 | BCXA-0637 | BCBA-4461 |
| 第4章  | 2015年10月28日 | BCXA-0642 | BCXA-0638 | BCBA-4462 |
| 最終章 | 2016年4月22日  | BCXA-1117 | BCXA-1116 | BCBA-4765 |

### サウンドトラックCD
コードギアス 亡国のアキト O.S.T. (2013年9月11日)
第1章～第2章の楽曲を収録。橋本一子による劇伴と、坂本真綾による主題歌のフル版の全19曲。

### ノベライズ版
角川コミックス・エースより刊行。著者は小太刀右京。全3巻。
1. 2013年7月6日発売 ISBN 978-4-04-120775-8
2. 2013年12月6日発売 ISBN 978-4-04-120939-4
3. 2016年6月25日発売 ISBN 978-4-04-103964-9

### ドラマCD
第1章のBD初回限定版に封入特典として付属。
ドラマCD「パリ、第8区の午後」
第1章より少し前のパリ。レイラとアンナの語らいが描かれる。

#### コードギアス　亡国のアキト Sound Episode
発売元：フライングドッグ　販売元：ビクターエンタテインメント
コードギアス　亡国のアキト Sound Episode1
2013年9月11日発売
第1話「レイラの個人面談」
脚本：浅川美也
司令となったレイラは責任感から部下たちと面談を行うが、なぜか空回りな展開になったあげく、ついにはアキトにすら面白がられる。
第2話「ヴァイスボルフ学園」
脚本：浅川美也
本編とは全く異なる世界の「ヴァイスボルフ学園」を舞台に、生徒会長レイラの取り巻き3人組であるリョウ、ユキヤ、アヤノが転校生のアキトを相手に、あれやこれやの手を使って突っかかる。
第3話「見えない秋」
脚本：大野木寛
アキトがまだ敵性外国人のイレヴンであった少年時代。事故で目が見えないため、イレヴンとE.U.市民を区別しない少年フランシスとの一時の交流が描かれる。
コードギアス　亡国のアキト Sound Episode2
2015年7月1日発売
脚本：浅川美也
コードギアス　亡国のアキト Sound Episode3
2016年3月2日発売
脚本：浅川美也

### 外伝コミック
コードギアス　我は還れり記憶の園
漫画：東條チカ　原案・シナリオ：サンライズ
第2章公開時に配布された先着特典の小冊子に掲載された作品で、物語はC.C.の乗るガウェインがジークフリート共々神根島の海に沈んでいく最中、C.C.自らが語り部となって己の過去とその中で出会った人々を振り返るという内容。そのため、C.C.自身が人間からコード所持者となって自分がもはや人間だったことすらあやふやになったという彼女の考えが描かれるのみならず、「コードギアス　反逆のルルーシュ」「コードギアス　漆黒の蓮夜」「コードギアス　双貌のオズ」「コードギアス　亡国のアキト」の登場人物も描かれ、単なる外伝を通り越して他作品の要素も濃い内容となっている。
後に、東條チカが同じく漫画を担当している「コードギアス　双貌のオズO2　SIDE：オルドリン」にて、劇中でのC.C.の登場場面に合わせる形で本作品も掲載されたが、この時はタイトルロゴやスタッフリスト一式は消され、あくまでも1エピソードを構成する中の要素として描かれている。

### 関連書籍
- コードギアス 亡国のアキト EP.1 オフィシャルガイドブック（一迅社、2013年1月31日発売、ISBN 978-4758012980）
- コードギアス 亡国のアキト ルポルタージュ1（ホビージャパン、2013年2月22日発売、ISBN 978-4798605487）
- コードギアス 亡国のアキト PRODUCT WORKS（バンダイビジュアル）
  - 第1章　翼竜は舞い降りた（2013年9月14日発売、ISBN 978-4-89457-104-4）
  - 2（2016年2月6日発売、ISBN 978-4894571112）
- コードギアス 亡国のアキト オフィシャルファンブック（学研プラス、2013年9月28日発売、ISBN 978-4056102291）
- コードギアス 亡国のアキト&反逆のルルーシュぴあ（ぴあ、2016年2月4日発売、ISBN 978-4835625973）
- コードギアス 亡国のアキト イラスト集（バンダイ、2016年6月15日発売、品番 TU-0628（出版物ではない））

## テレビ放送
2013年に第2章の劇場公開を記念して第1章を放送する際には、『反逆のルルーシュ』『R2』に参画していた毎日放送が本作品には参画していないこともあり、別系列局や独立局などでの放送となった。
| 放送地域   | 放送局       | 放送期間               | 放送日時                     | 放送系列       | 備考                                                                  |
| 第1章      | 第1章        | 第1章                  | 第1章                        | 第1章          | 第1章                                                                 |
| ---------- | ------------ | ---------------------- | ---------------------------- | -------------- | --------------------------------------------------------------------- |
| 大阪府     | テレビ大阪   | 2013年9月2日           | 月曜 1:40 - 2:40（日曜深夜） | テレビ東京系列 |                                                                       |
| 愛知県     | テレビ愛知   | 2013年9月2日           | 月曜 3:10 - 4:10（日曜深夜） | テレビ東京系列 |                                                                       |
| 香港       | 無綫電視 J2  | 2013年9月4日 - 9月11日 | 水曜 22:00 - 22:30           | 地上波放送     | UTC+8 2回を分割放送 広東語&日本語放送 繁体字字幕あり リピート放送あり |
| 東京都     | TOKYO MX     | 2013年9月7日           | 土曜 19:00 - 20:00           | 独立局         | [ 23 ]                                                                |
| 北海道     | テレビ北海道 | 2013年9月8日           | 日曜 2:20 - 3:17（土曜深夜） | テレビ東京系列 |                                                                       |
| 日本全域   | BS11         | 2013年9月8日           | 日曜 3:30 - 4:30（土曜深夜） | BS放送         | 『ANIME+』枠                                                          |
| 神奈川県   | tvk          | 2013年9月9日           | 月曜 2:30 - 3:30（日曜深夜） | 独立局         |                                                                       |
| 福岡県     | TVQ九州放送  | 2013年9月9日           | 月曜 3:00 - 4:00（日曜深夜） | テレビ東京系列 |                                                                       |
| 中京広域圏 | CBCテレビ    | 2015年3月29日          | 日曜 3:23 - 4:23（土曜深夜） | TBS系列        |                                                                       |
| 近畿広域圏 | 毎日放送     | 2015年3月30日          | 月曜 1:55 - 2:55（日曜深夜） | TBS系列        |                                                                       |
| 日本全域   | アニマックス | 2015年5月4日           | 月曜 0:00 - 1:00（日曜深夜） | BS/CS放送      | リピート放送あり                                                      |
| 兵庫県     | サンテレビ   | 2018年1月1日           | 月曜 5:55 - 6:50             | 独立局         |                                                                       |
| 第2章      |              |                        |                              |                |                                                                       |
| 香港       | 無綫電視 J2  | 2015年1月3日           | 日曜 0:15 - 1:30（日曜深夜） | 地上波放送     | UTC+8 広東語&日本語放送 繁体字字幕あり                                |
| 東京都     | TOKYO MX     | 2015年3月30日          | 月曜 0:00 - 1:00（日曜深夜） | 独立局         |                                                                       |
| 中京広域圏 | CBCテレビ    | 2015年4月1日           | 水曜 3:30 - 4:35（火曜深夜） | TBS系列        |                                                                       |
| 近畿広域圏 | 毎日放送     | 2015年4月6日           | 月曜 2:40 - 3:40（日曜深夜） | TBS系列        |                                                                       |
| 日本全域   | BS11         | 2015年4月10日          | 土曜 3:30 - 4:30（金曜深夜） | BS放送         | 『ANIME+』枠                                                          |
| 日本全域   | アニマックス | 2015年5月4日           | 月曜 1:00 - 2:10（日曜深夜） | BS/CS放送      | リピート放送あり                                                      |
| 兵庫県     | サンテレビ   | 2018年1月1日           | 月曜 6:50 - 7:55             | 独立局         |                                                                       |
| 第3章      |              |                        |                              |                |                                                                       |
| 兵庫県     | サンテレビ   | 2018年1月1日           | 月曜 7:55 - 9:00             | 独立局         |                                                                       |
| 第4章      |              |                        |                              |                |                                                                       |
| 兵庫県     | サンテレビ   | 2018年1月2日           | 火曜 6:50 - 7:55             | 独立局         |                                                                       |
| 最終章     |              |                        |                              |                |                                                                       |
| 兵庫県     | サンテレビ   | 2018年1月2日           | 火曜 7:55 - 9:00             | 独立局         |                                                                       |